# Via Gottardo
Die Via Gottardo ist ein Schweizer Kulturwanderweg, dessen Hauptroute dem im 13. Jahrhundert erschlossenen Saumweg über den Gotthardpass in den Schweizer Alpen folgt. Die Hauptroute Via Gottardo führt in 20 Etappen von Basel über den Unteren Hauenstein und den Gotthardpass nach Chiasso. Sie wurde als nationale Route (Wanderland-Route Nr. 7) im Rahmen der Kulturwege Schweiz und SchweizMobil im Juni 2011 eröffnet.

## Geschichte
Mit der Erschliessung der Schöllenen wurde der seit der Römerzeit über die Bündnerpässe führende internationale Handelsweg zwischen Deutschland und Italien durch die kürzere Gotthardstrecke abgelöst. Damit wurde der Saumweg von Basel nach Chiasso von 1230 bis 1830 zum wichtigsten Transport- und Handelsweg und bis heute zur bedeutendsten Alpentransversale der Schweiz. Wo fahrbare Gewässer vorhanden waren, verluden die Säumer die Güter auf Ledischiffe (Nauen), und diese wurden bis zur nächsten Landestelle verschifft.
An den Etappenorten der Gotthardroute wurde die Infrastruktur für den Transport ausgebaut. Neben Gasthäusern, Güterumschlagplätzen, Hospizen, Säumergenossenschaften und Pferdewechselstationen wurden Handwerker wie Schmiede, Wagner und Sattler benötigt. Das in den aufblühenden Kleinstädten an der Gotthardroute angesiedelte Handwerk begann mit seinem Know-how Betriebe der Frühindustrialisierung wie Eisengiessereien, Textilindustrie und Maschinenbau aufzubauen.

## Geographie
Die Via Gottardo passiert den Jura, das Schweizer Mittelland, die Voralpen und Alpen, die Täler Schächental, Reusstal, Urserental und Valle Leventina auf einer Länge von rund 330 km (Hauptroute), folgt den Flüssen Rhein, Aare, Wigger, Reuss, Gotthardreuss und Ticino, führt durch die Schöllenenschlucht und dem Sempachersee, Vierwaldstättersee und Luganersee entlang.

## Nationale Route Basel–Chiasso
An der Route der Via Gottardo gibt es die normalen Wanderwegweiser mit der Markierung gelb (Wanderweg) oder weiss-rot-weiss (Bergwanderweg). Auf den gleichen Wegweisern ist die Via Gottardo zusätzlich als Wanderland-Route Nr. 7 ausgeschildert. > Infobox rechts.

### Etappenorte und Sehenswürdigkeiten
- 7.1 Basel–Liestal ⊙, 24 km, 6 Stunden: Objekte der Eisenbahngeschichte wie der Rangierbahnhof Basel-Muttenz (Wakkerpreis 1983) und der Baselbieter Bahnwanderweg ab Pratteln finden sich auf dem Weg ins mittelalterliche Städtchen Liestal, der Hauptstadt des Kantons Basel-Landschaft. In Muttenz befindet sich die Wehrkirche St. Arbogast und auf dem Wartenberg drei mittelalterliche Burgruinen und die neuzeitliche Sperrstelle Wartenberg. Liestal war ein wichtiger Schauplatz der werdenden direkten Demokratie.
- 7.2 Liestal–Läufelfingen ⊙, 19 km, 5 Stunden: Es geht durch das Ergolz- und Homburgertal zum alamannischen Läufelfingen, über den Baselbieter Tafeljura, der historischen Hauensteinstrecke entlang, vorbei an Schlössern, Burgruinen und den ältesten Eisenbahnbrücken der Schweiz.

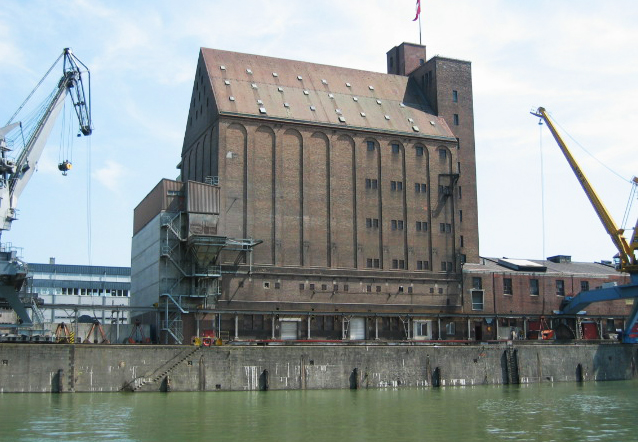
Bernoullisilo Basel
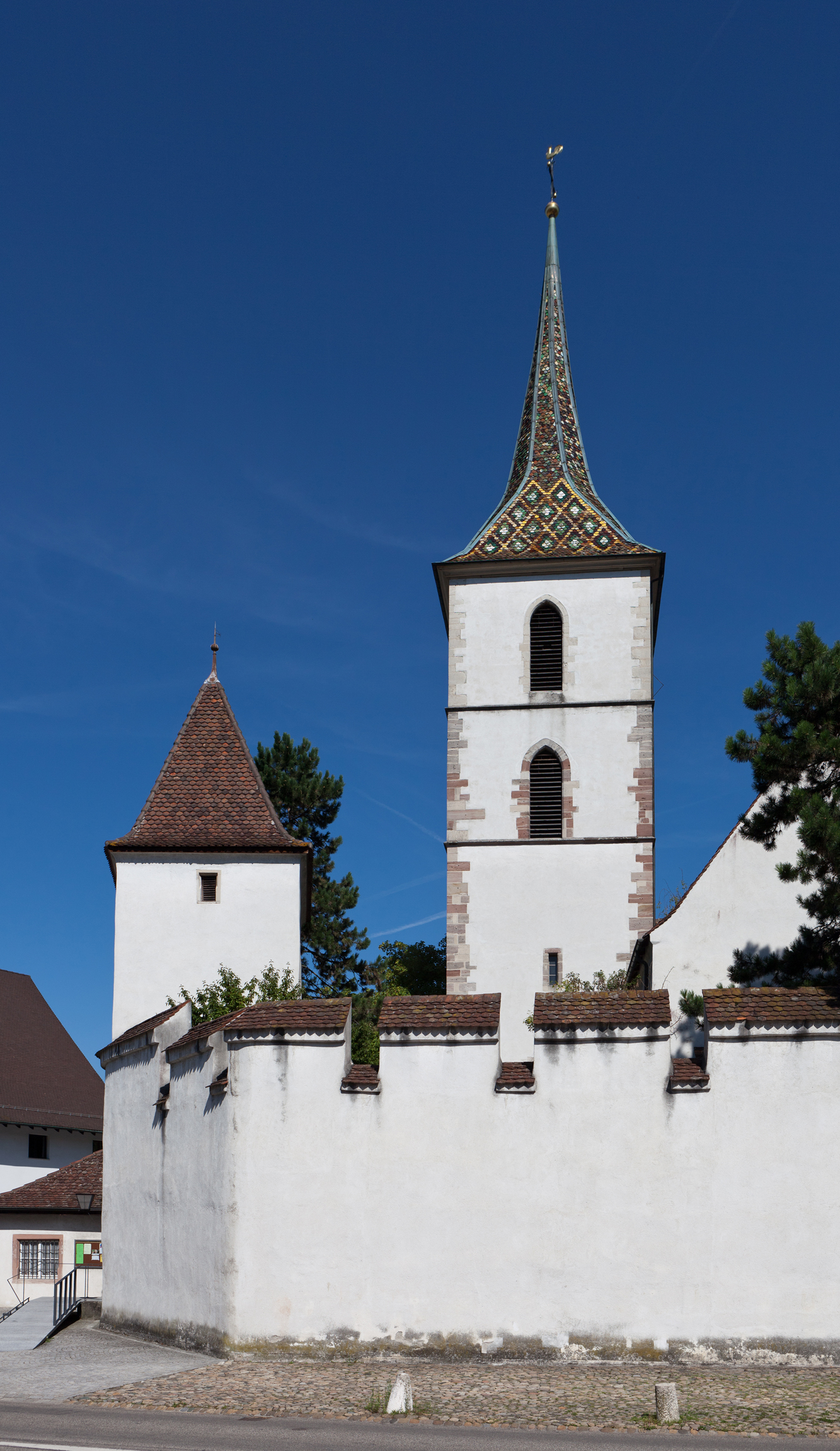
Wehrkirche Muttenz
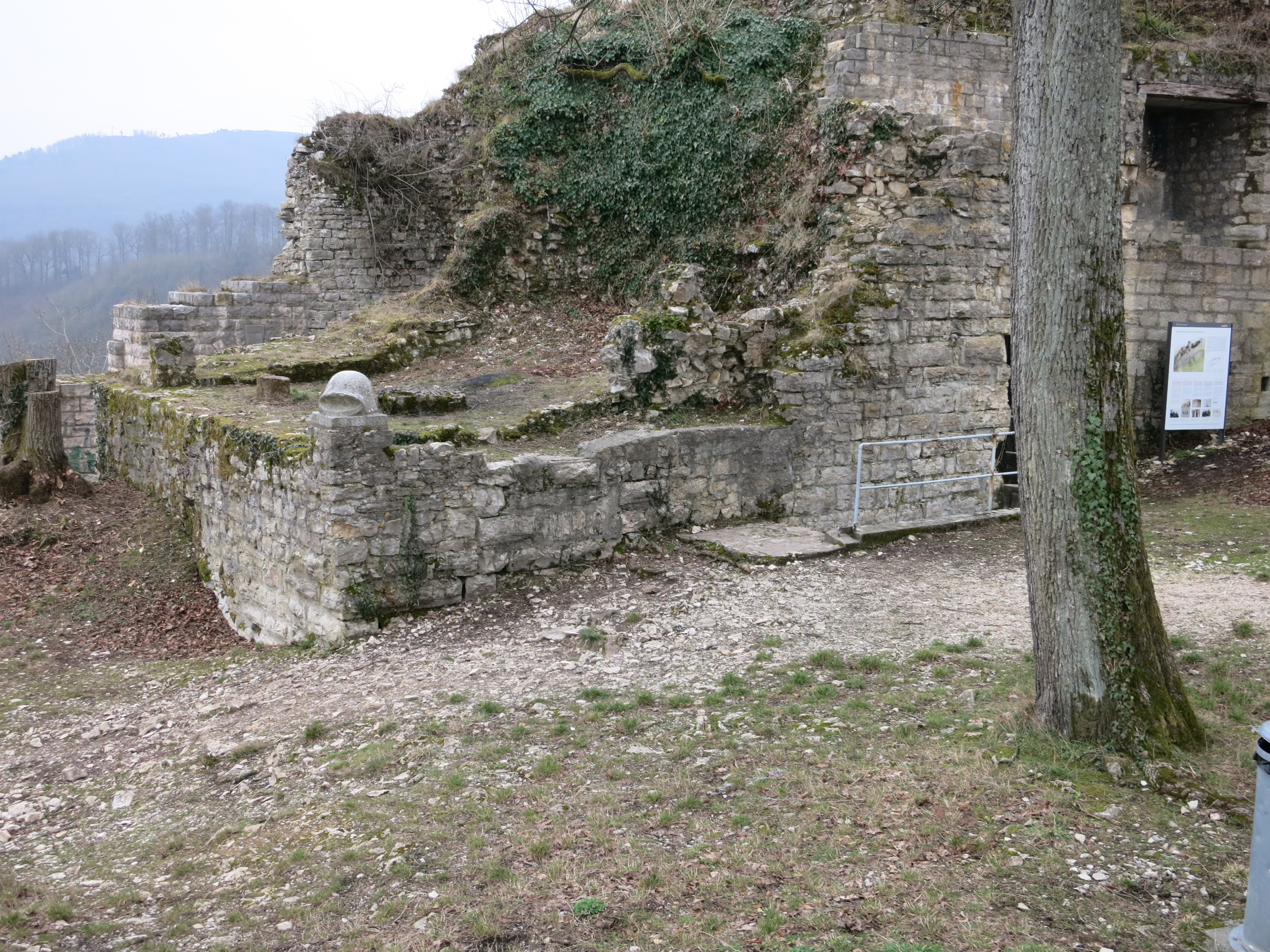
Burgruine Wartenberg
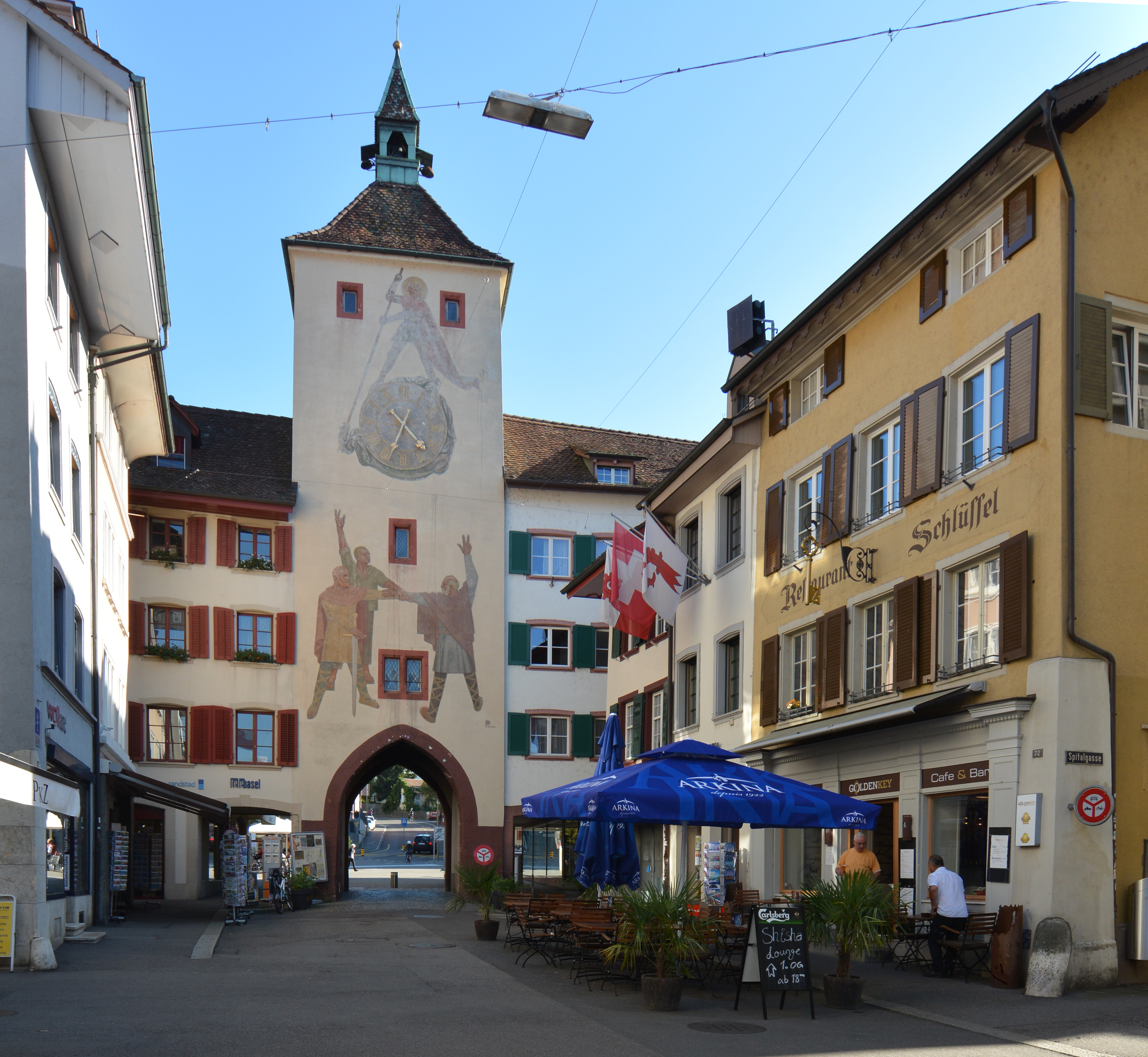
Obertor in Liestal

- 7.3 Läufelfingen–Olten ⊙, 8 km, 2 Stunden: Der historische Passweg führt über den Unteren Hauenstein nach Olten.
- 7.4 Olten–Zofingen ⊙, 15 km, 4 Stunden: Der Aare entlang geht es an der Festung Aarburg vorbei ins mittelalterliche Zofingen.

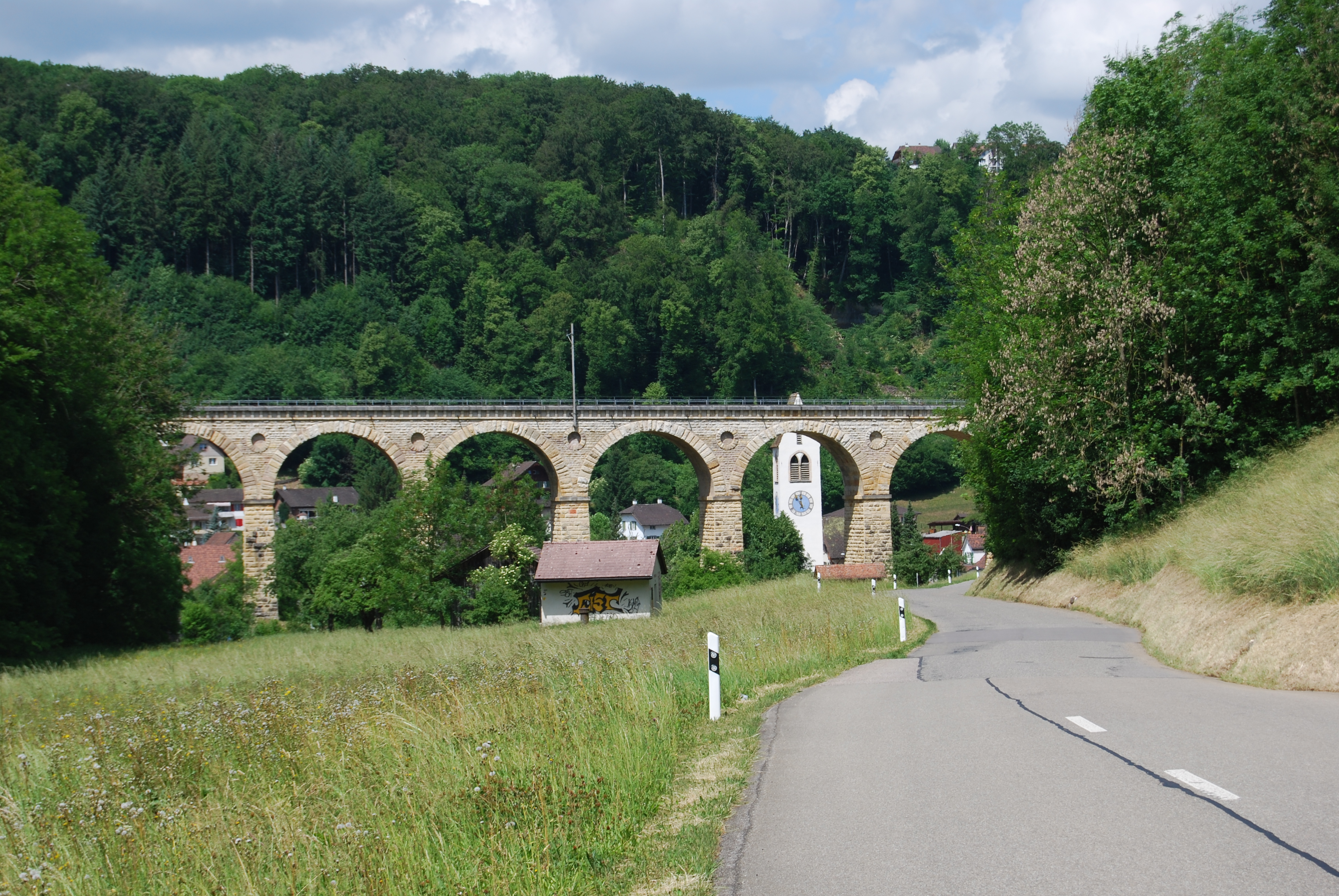
Viadukt Rümligen
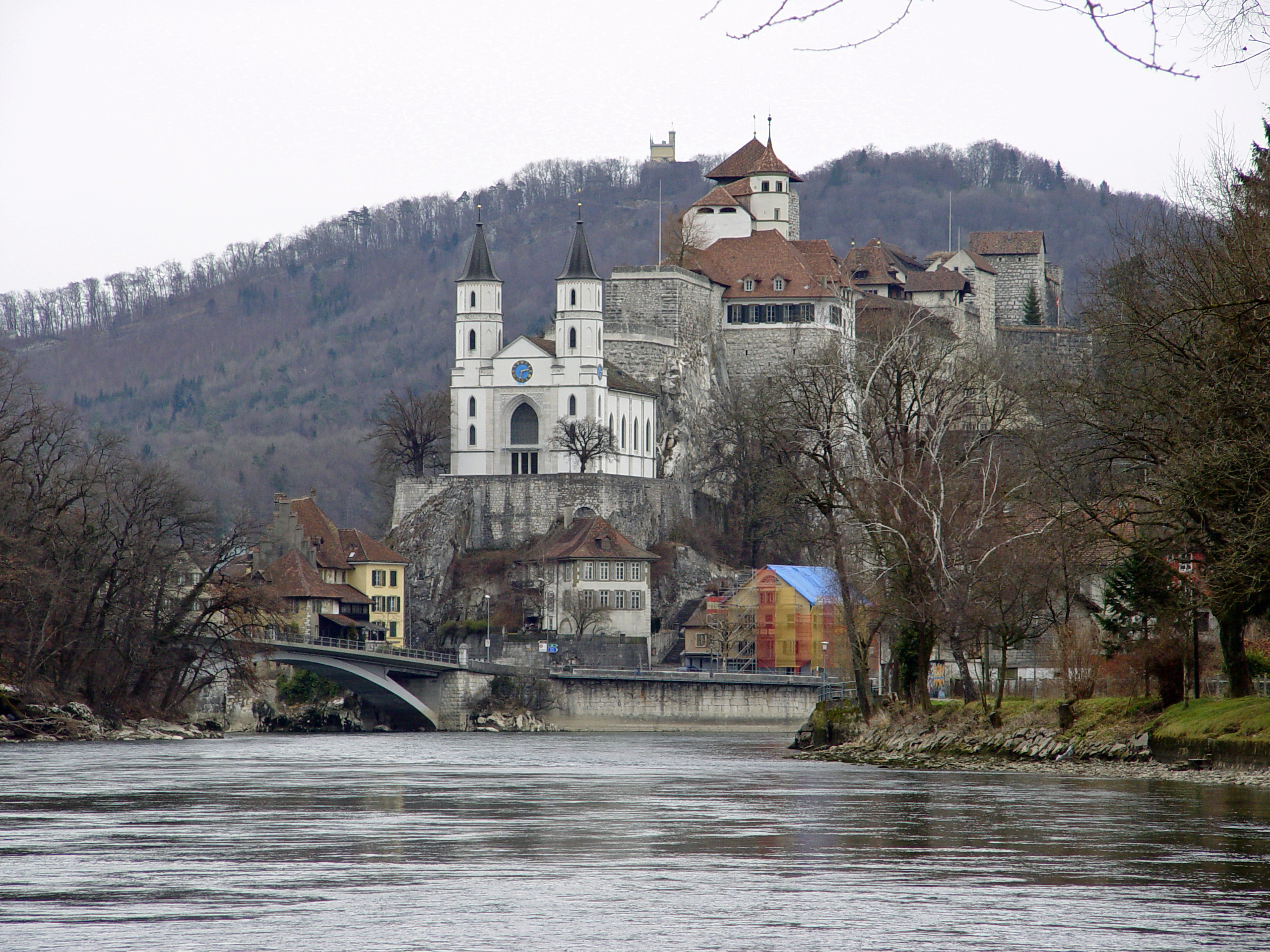
Aare und Aarburg
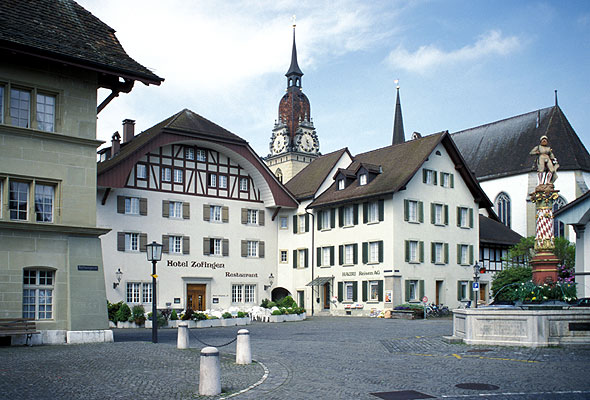
Zofingen

- 7.5 Zofingen–Sursee ⊙, 26 km, 7 Stunden: Der Wanderweg führt durch das Mittelland über den Santenberg mit Blick aufs Wauwilermoos zur mittelalterlichen Kleinstadt Sursee am Sempachersee.
- 7.6 Sursee–Luzern ⊙, 20 km, 7 Stunden: Die Wanderung führt durch Luzerner Vorderland auf der mittelalterlichen «Alten Basel- oder Hochstrasse» nach Luzern und an der Wallfahrtskapelle Mariazell, der alten Kirche St. Martin auf Kirchbühl sowie dem Städtchen Sempach vorbei und über die Rotbachbrücke bei Rothenburg.[2]

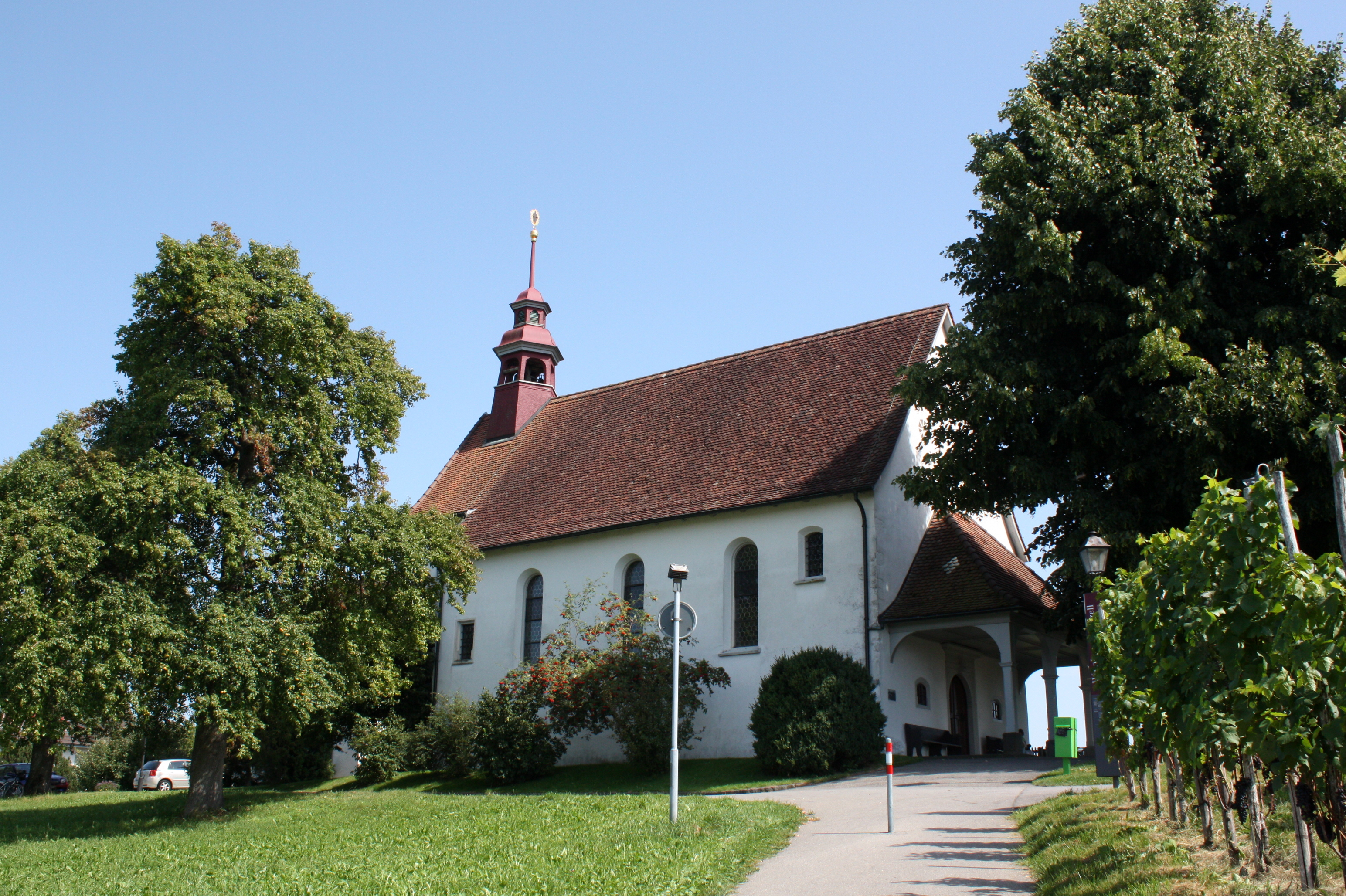
Wallfahrtskapelle Mariazell
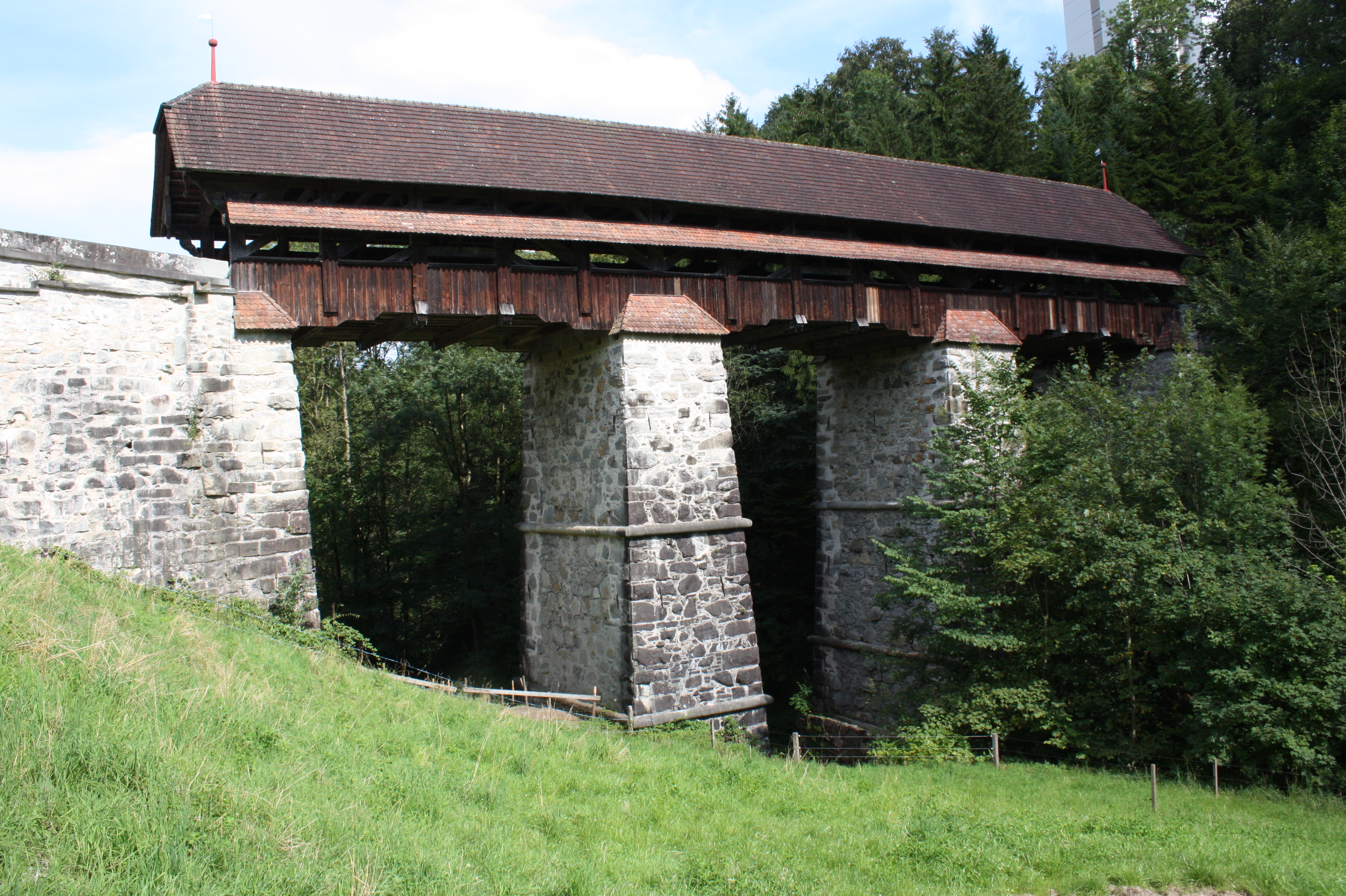
Alte Holzbrücke Rothenburg
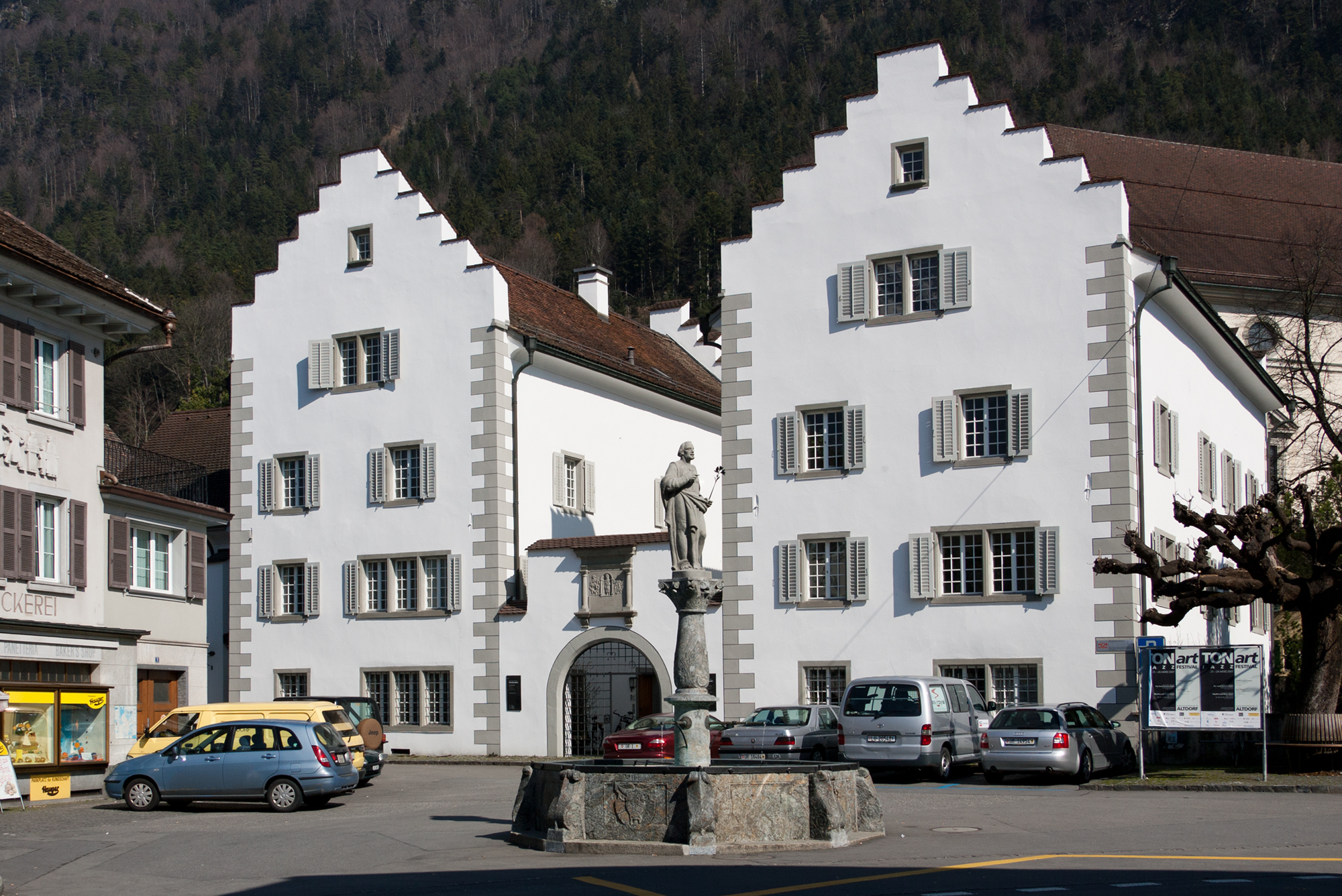
Fremdenspital Altdorf

- 7.7 Luzern–Altdorf ⊙, 3 km, 1 Stunde: Von Luzern geht es auf dem Seeweg, der bis zur Eröffnung der Axenstrasse im Jahr 1865 bevorzugt wurde, mit dem Schiff nach Flüelen und von dort zu Fuss nach Altdorf, dem Hauptort des Urkantons Uri.
- 7.8 Altdorf–Wassen ⊙, 28 km, 1200 m Aufstieg, 720 m Abstieg, 8 Stunden: Das enge Urner Reusstal ist seit acht Jahrhunderten vom Gotthardverkehr geprägt. Mittelalterliche Wohn- und Wehrtürme, der Saumweg, alte Strassen und Brücken, Kirchen und Kapellen, Eisen- und Autobahn machen die Wanderung zu einer abwechslungsreichen Zeitreise.
- 7.9 Wassen–Andermatt ⊙, 10 km, 800 m Aufstieg, 280 m Abstieg, 4 Stunden: Der vormoderne Verkehr wird durch historische Wegtrassen und Brücken, ehemalige Zollstationen und Herbergen sowie die Schöllenenschlucht mit der Teufelsbrücke erlebbar.

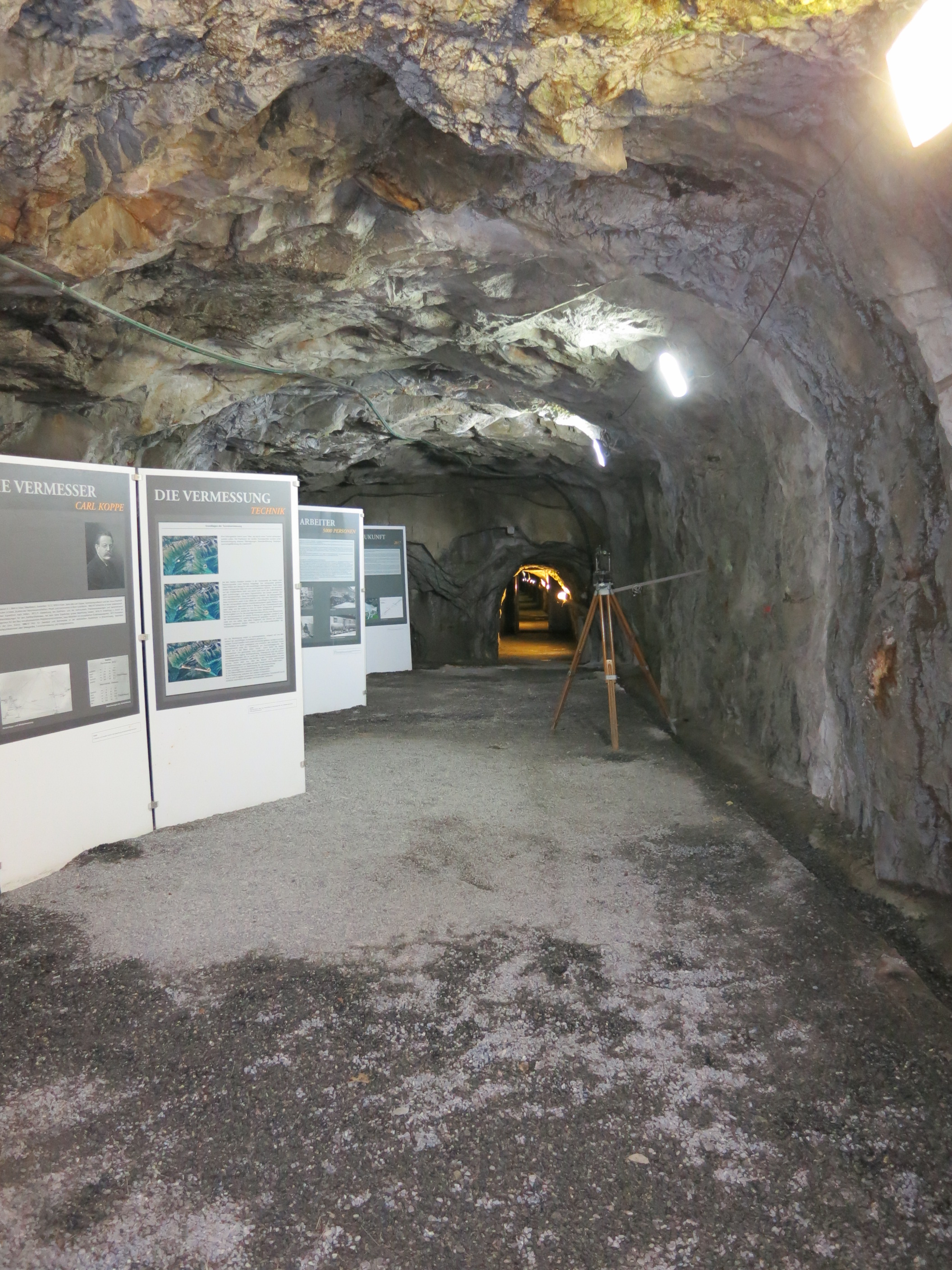
Visierstollen Göschenen beim Bau des Gotthardtunnels 1872
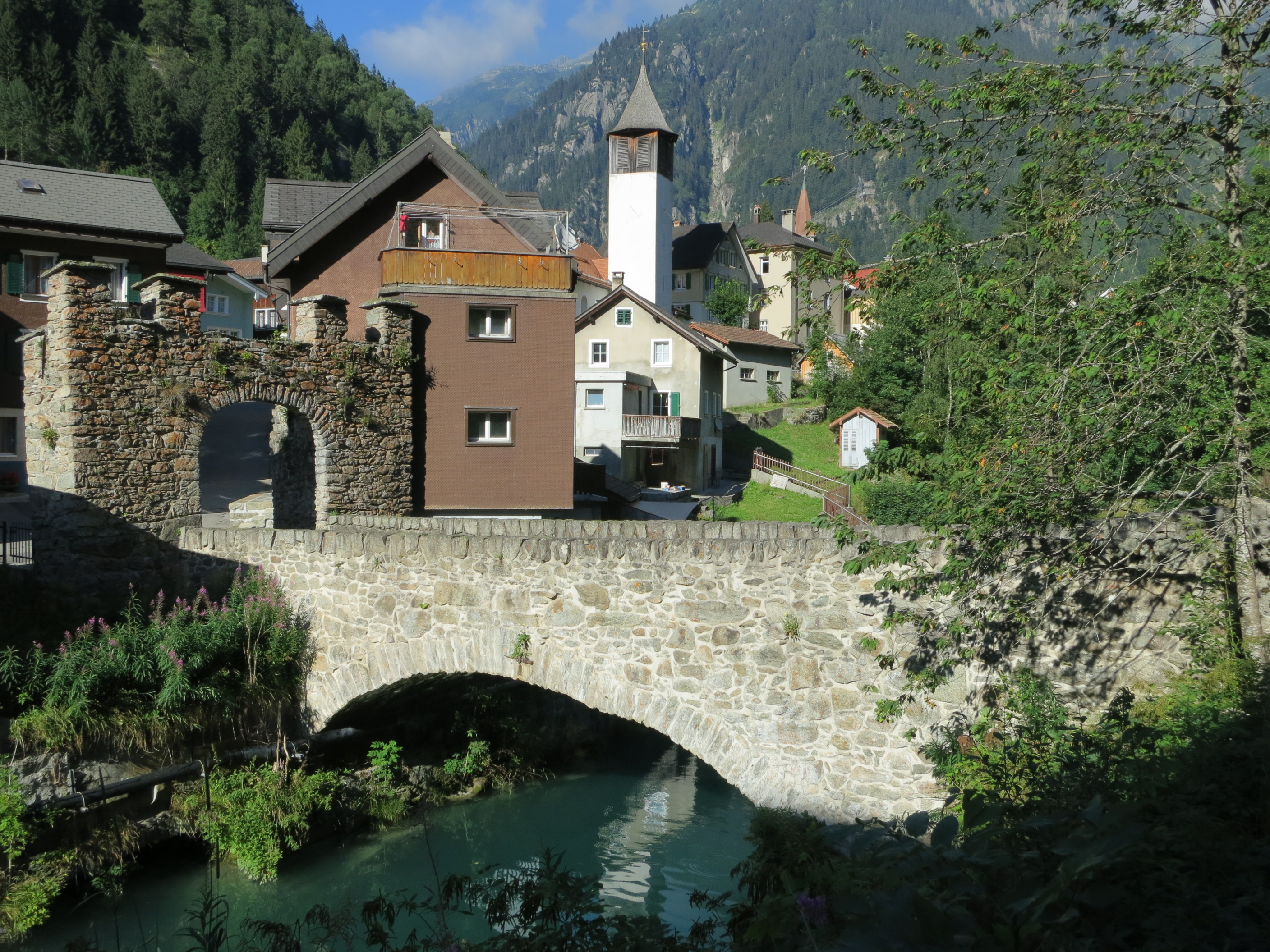
Zollbrücke und Zolltor in Göschenen
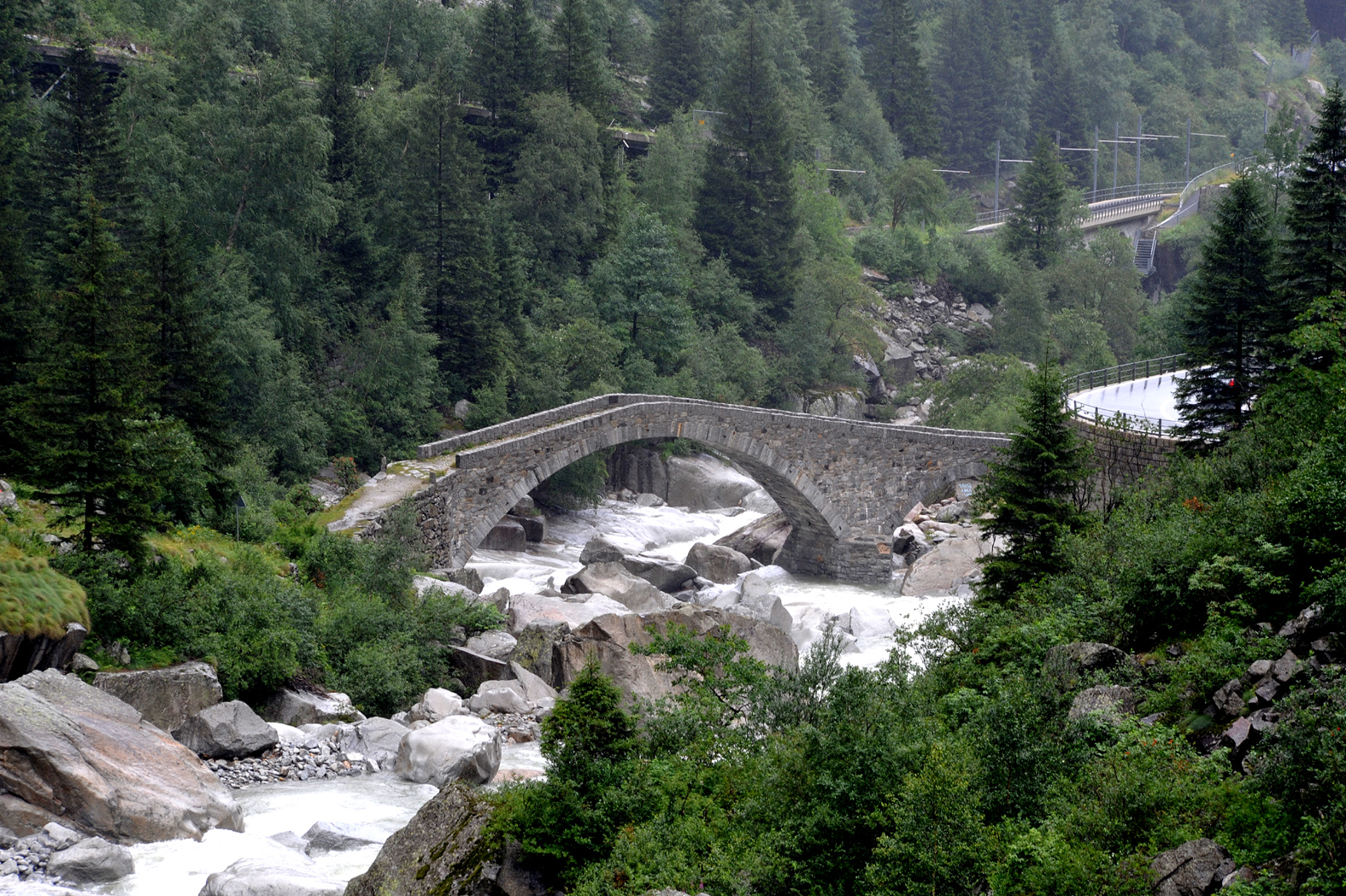
Häderlisbrücke oberhalb Göschenen
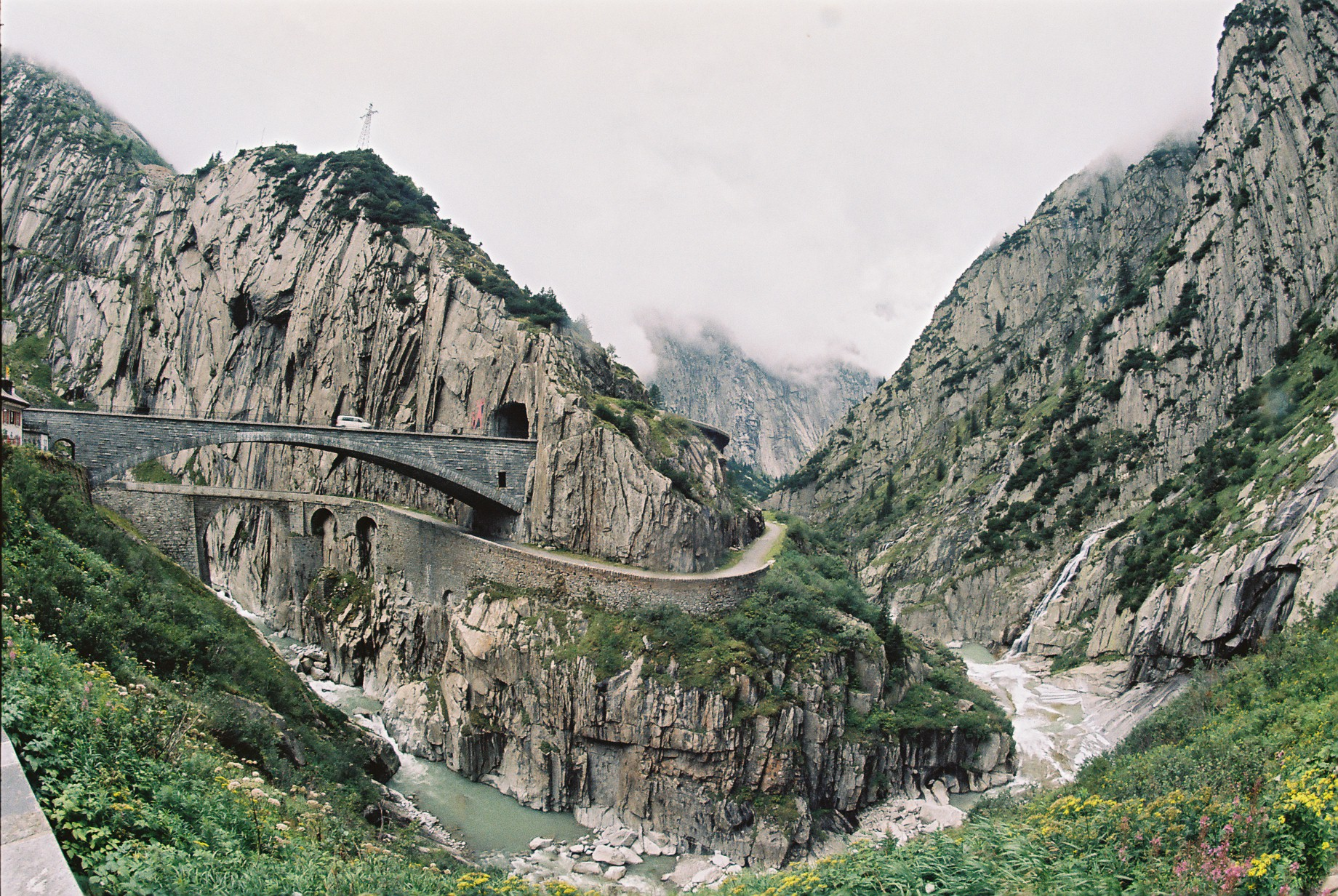
Teufelsbrücke in der Schöllenenschlucht

- 7.10 Andermatt–Gotthardpass ⊙, 13 km, 740 m Aufstieg, 4 Stunden: Von Andermatt führt der Wanderweg zum Passdorf Hospental mit ehemaligem Sustgebäude, Zollstation und Gasthäusern und weiter über ein Teilstück der Postkutschenstrasse von 1830 und auf dem älteren Saumweg zum Hospiz auf dem Gotthardpass (2106 m ü. M.).

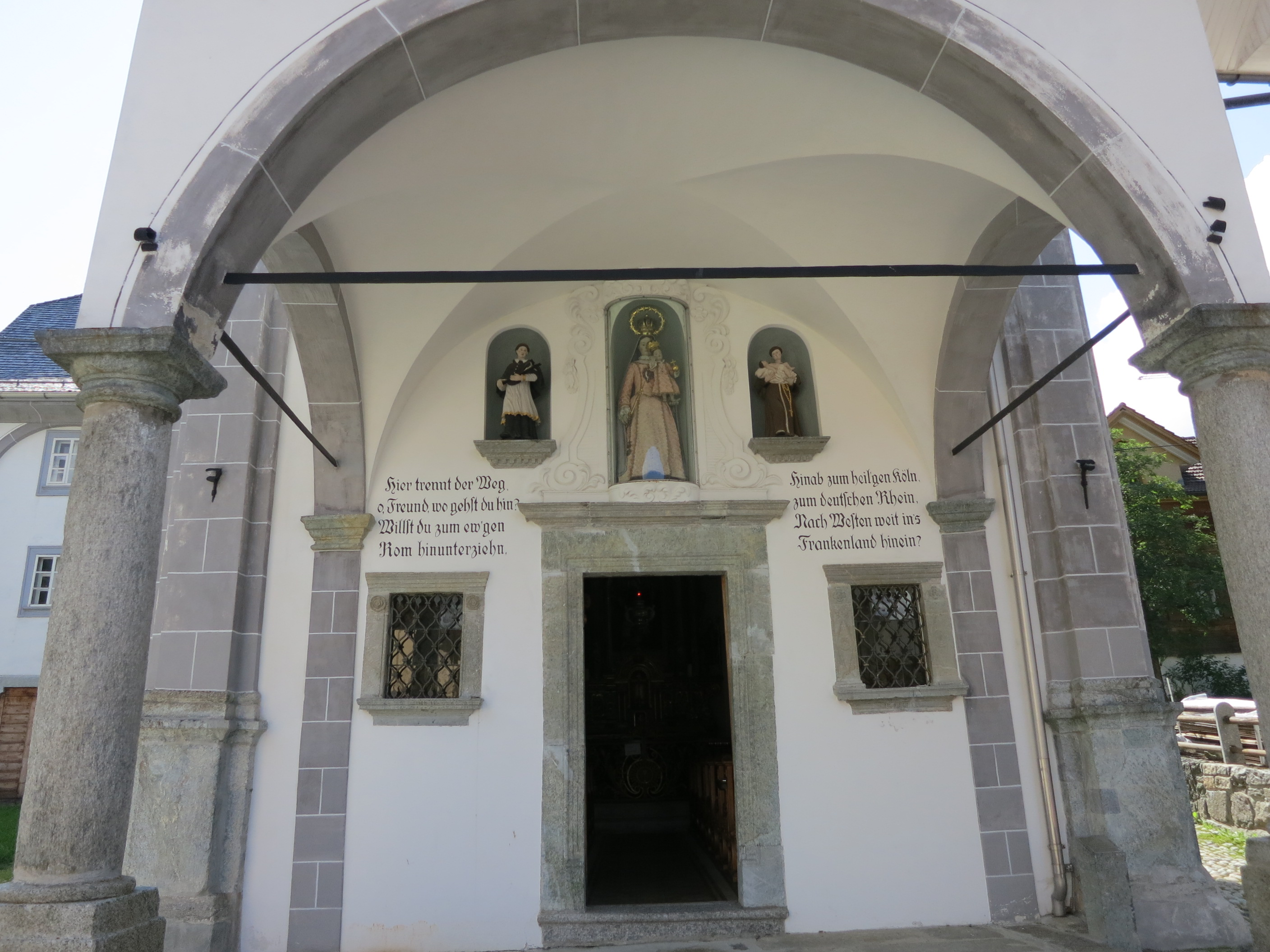
Kapelle St. Karl, Hospental
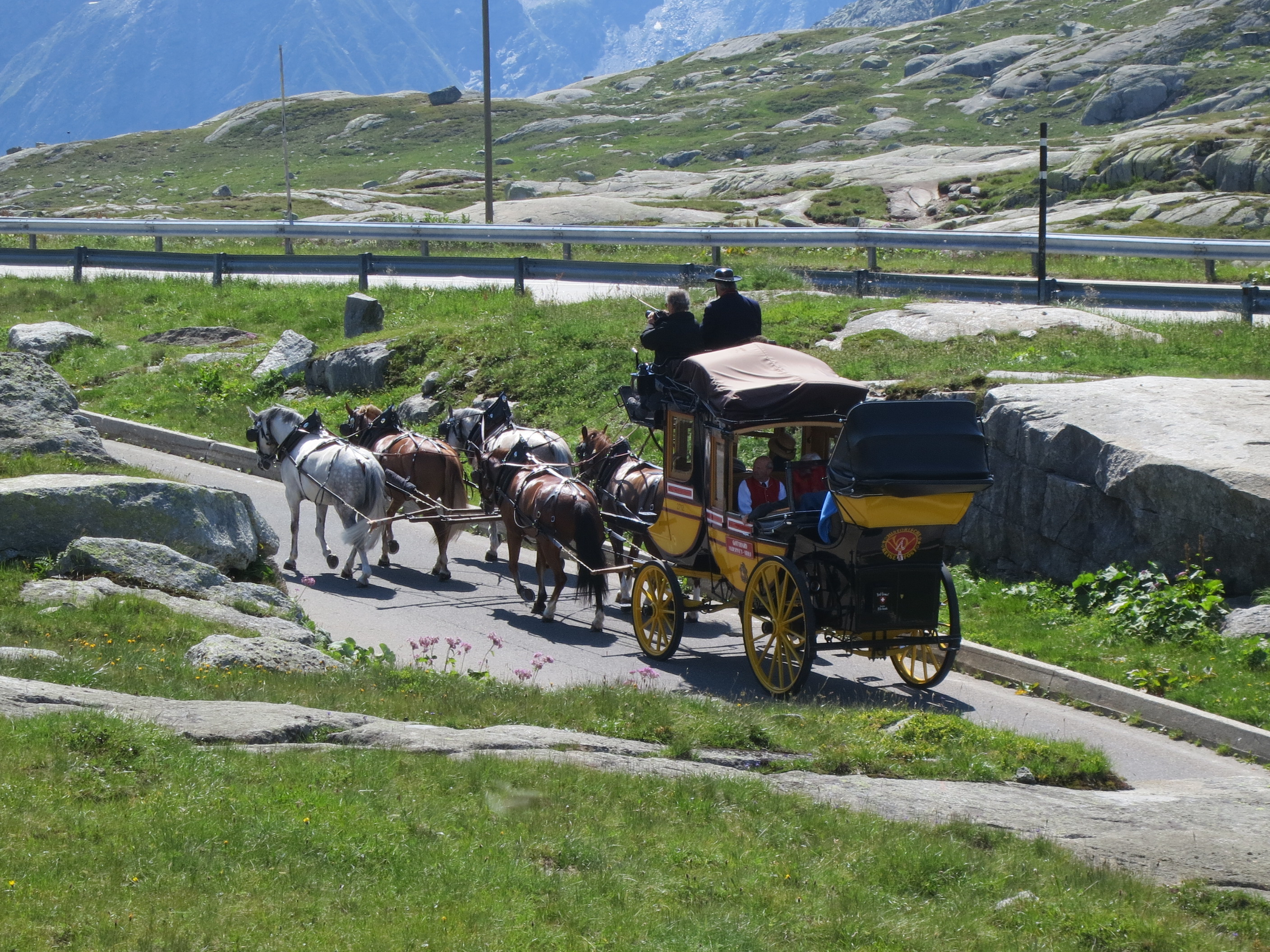
Gotthardpost 2013
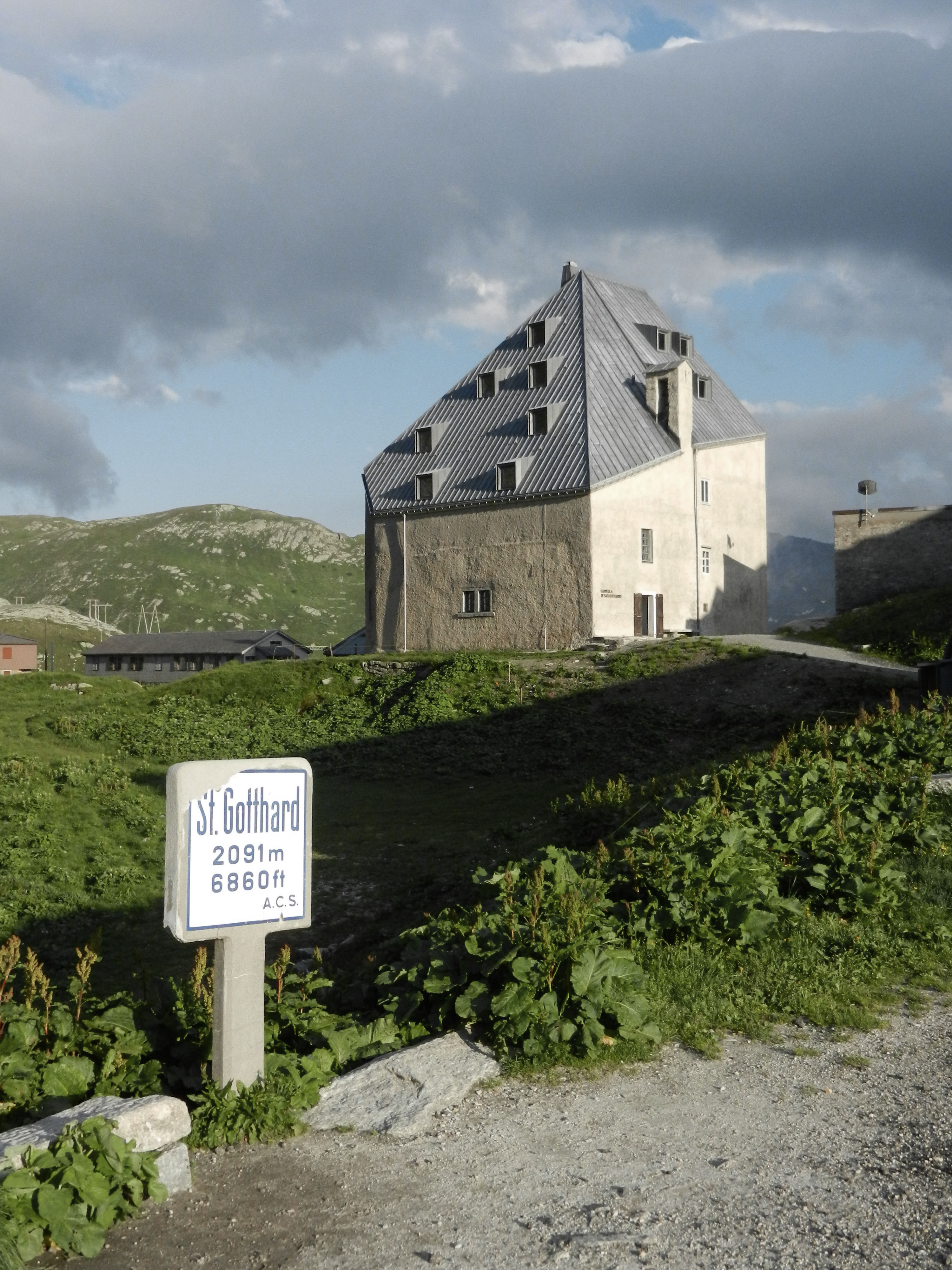
Altes Hospiz, Gotthardpass

- 7.11 Gotthardpass–Airolo ⊙, 8 km, 1000 m Abstieg, 3 Stunden: Auf dem historischen Saumpfad geht es neben der historischen Passstrasse Tremola nach Airolo hinunter, vorbei an den ersten Gotthardfestungen Festung Motto Bartola und Forte Airolo.

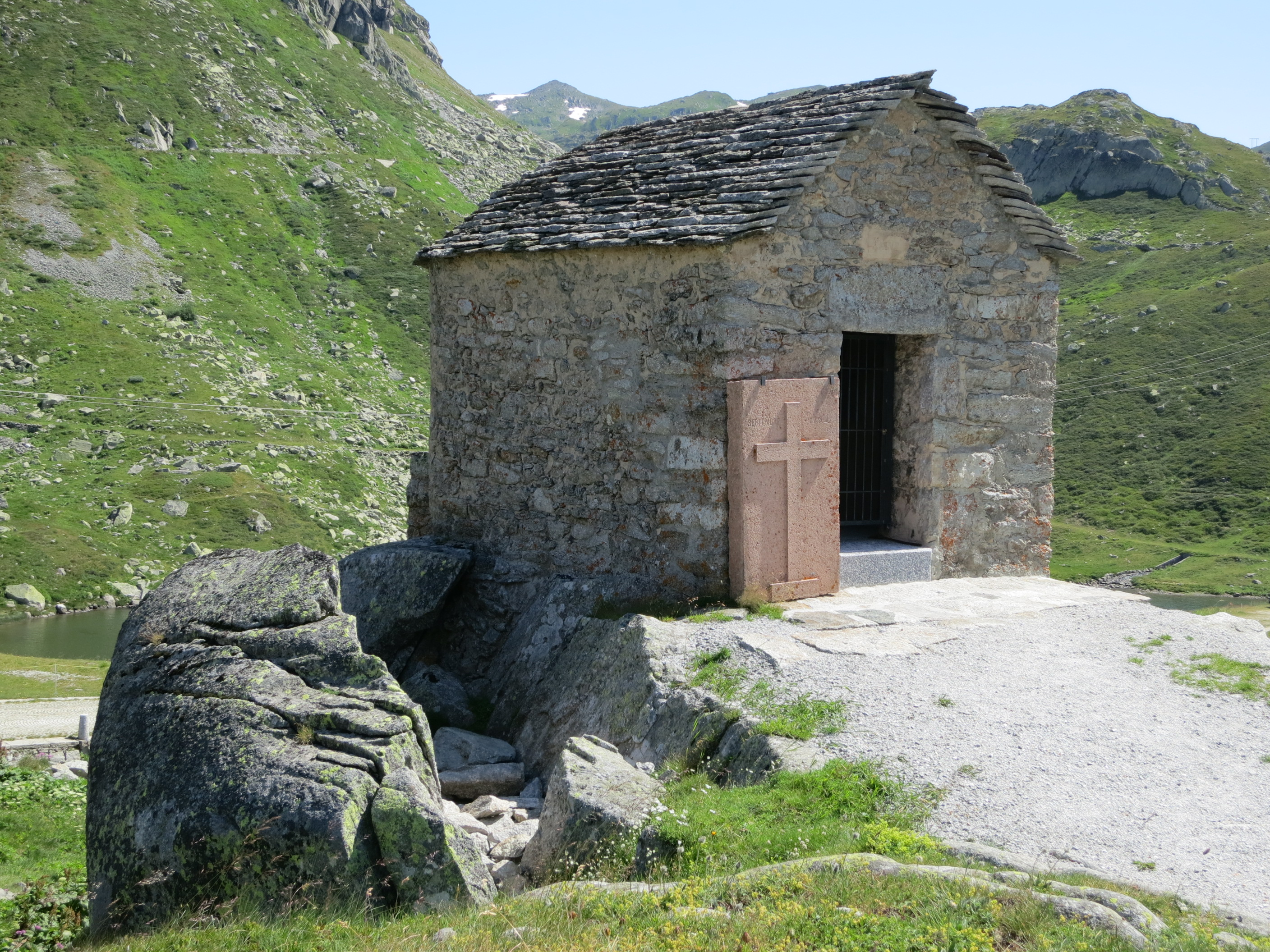
Cappella dei Morti
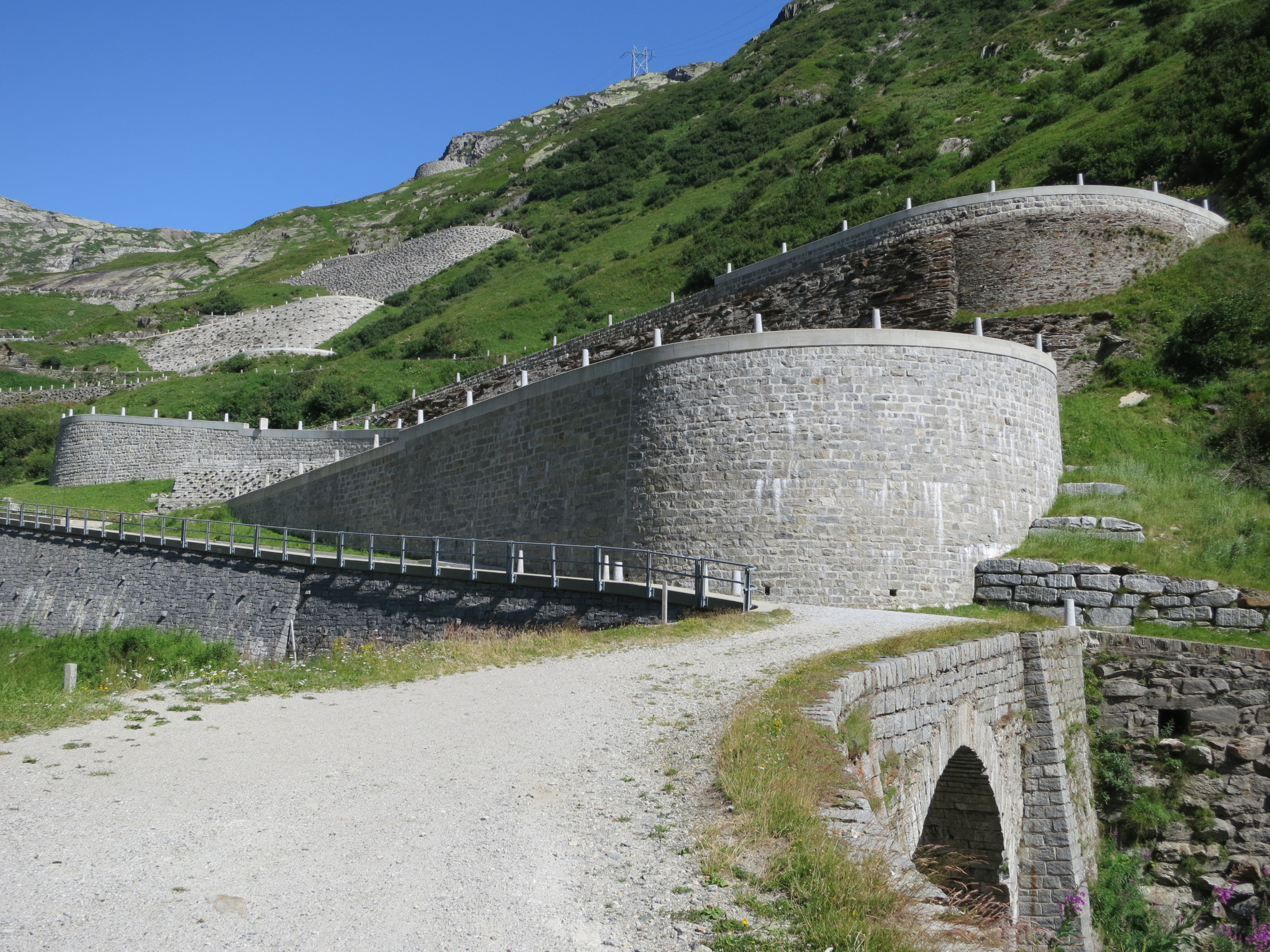
Tremola ob Airolo
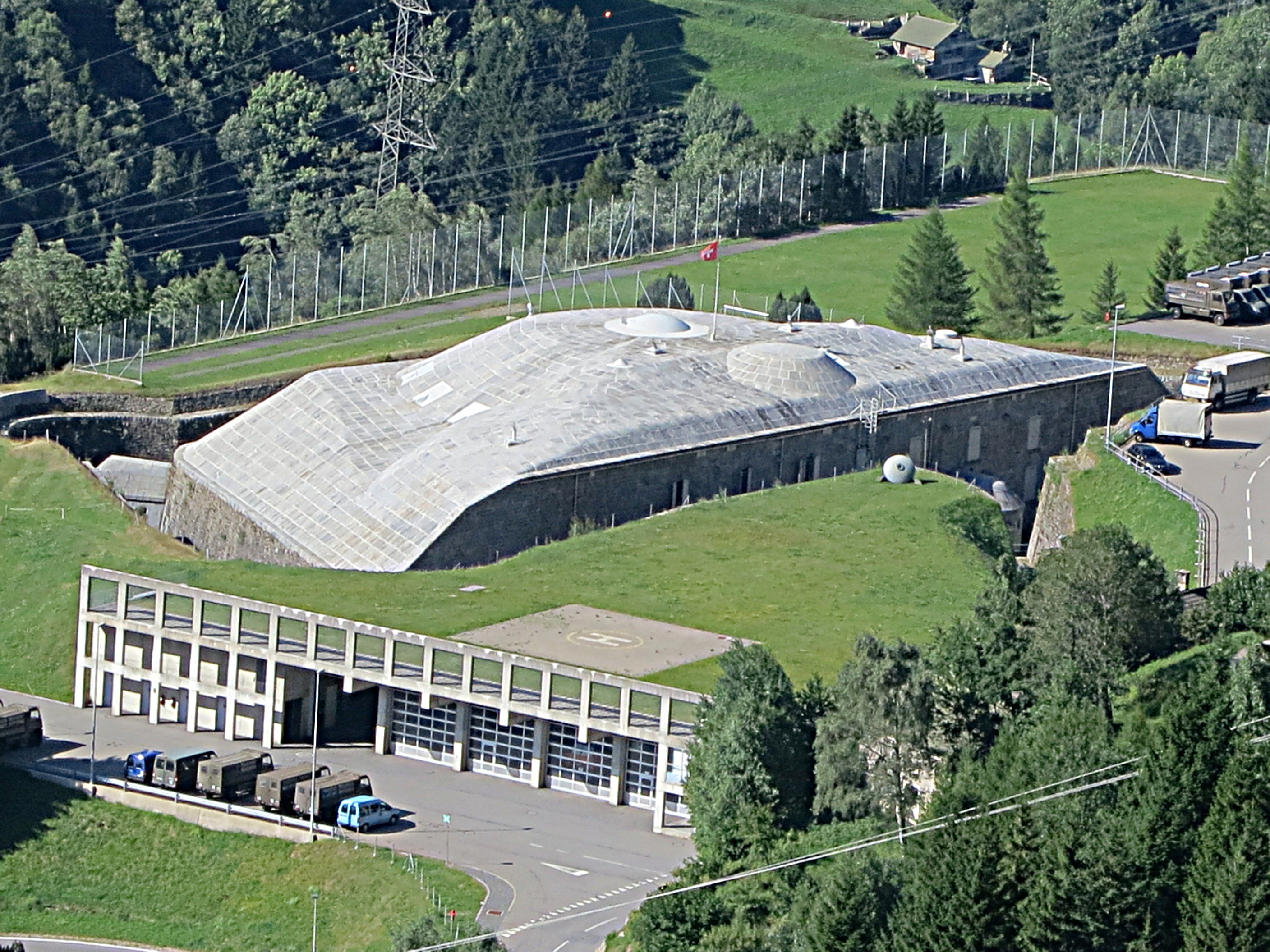
Forte Airolo

- 7.12 Airolo–Rodi ⊙, 14 km, 4 Stunden: Der Weg verläuft auf der Talsohle der Leventina dem Fluss Ticino entlang nach Rodi.
- 7.13 Rodi–Lavorgo ⊙, 13 km, 4 Stunden: Nach dem restaurierten ehemaligen Urner Zollhaus und heutigen Museum Dazio Grande, dem nördlichen Tessinertor seit 1561, folgt mit der Piottino-Schlucht eine der bedeutendsten Durchgänge der Via Gottardo.
- 7.14 Lavorgo–Biasca ⊙, 19 km, 6 Stunden: Das «Tor zur Leventina» Giornico beherbergt mehrere Kirchen, Museen, historische Wohnhäuser, Wehranlagen und ein Schlachtendenkmal. Von hier aus geht es über den erhöht am Berghang gelegenen ältesten Zugangsweg zur Leventina über Faidàl nach Personico und Pollegio, wo sich das AlpTransit-Besucherzentrum befindet.
- 7.15 Biasca–Bellinzona ⊙, 24 km, 6 Stunden: Am Ticino entlang führt der Weg durch das Rivieratal und endet mitten in den Burgen von Bellinzona.

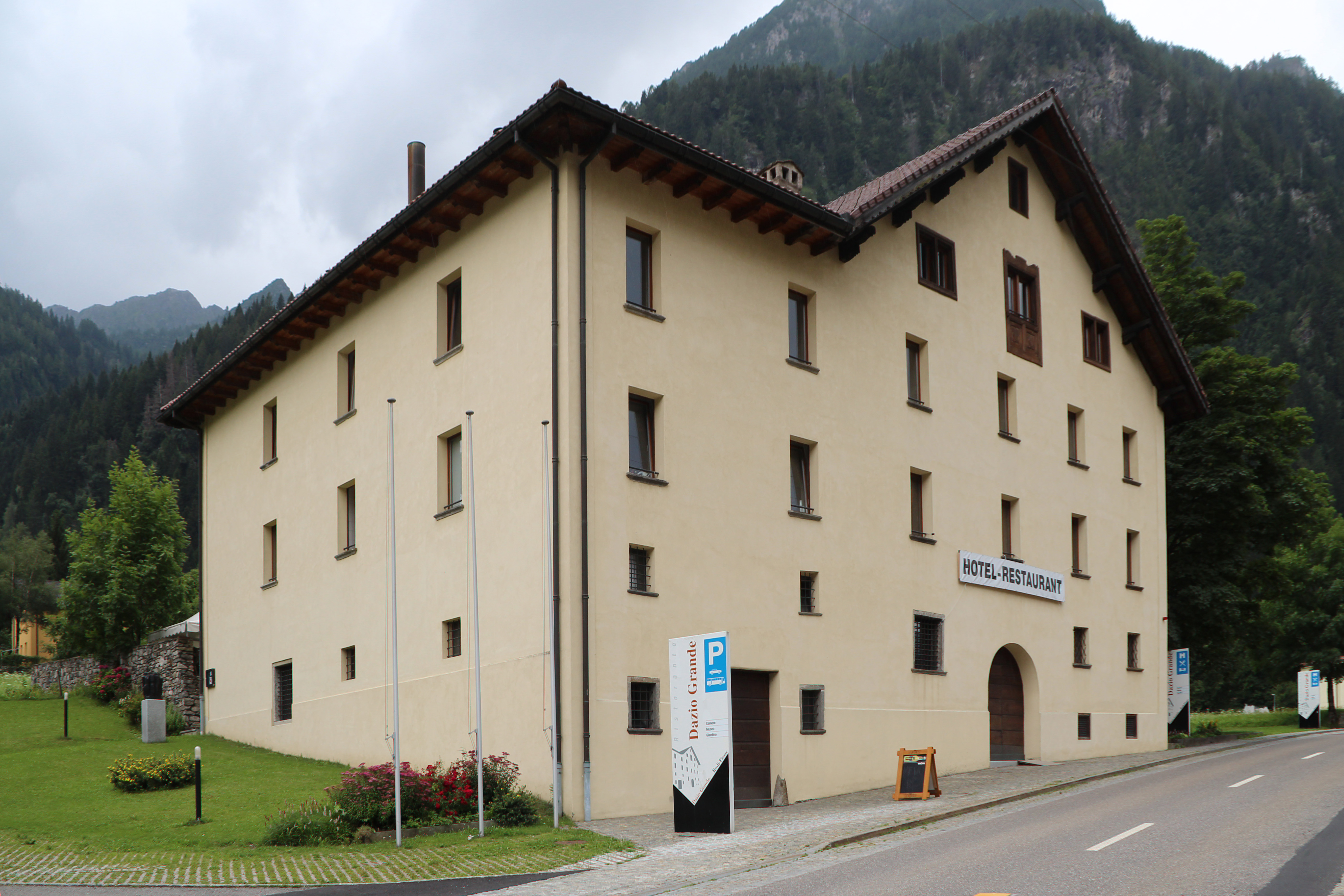
Ehemaliges Urner Zollhaus «Dazio Grande», Rodi-Fiesso
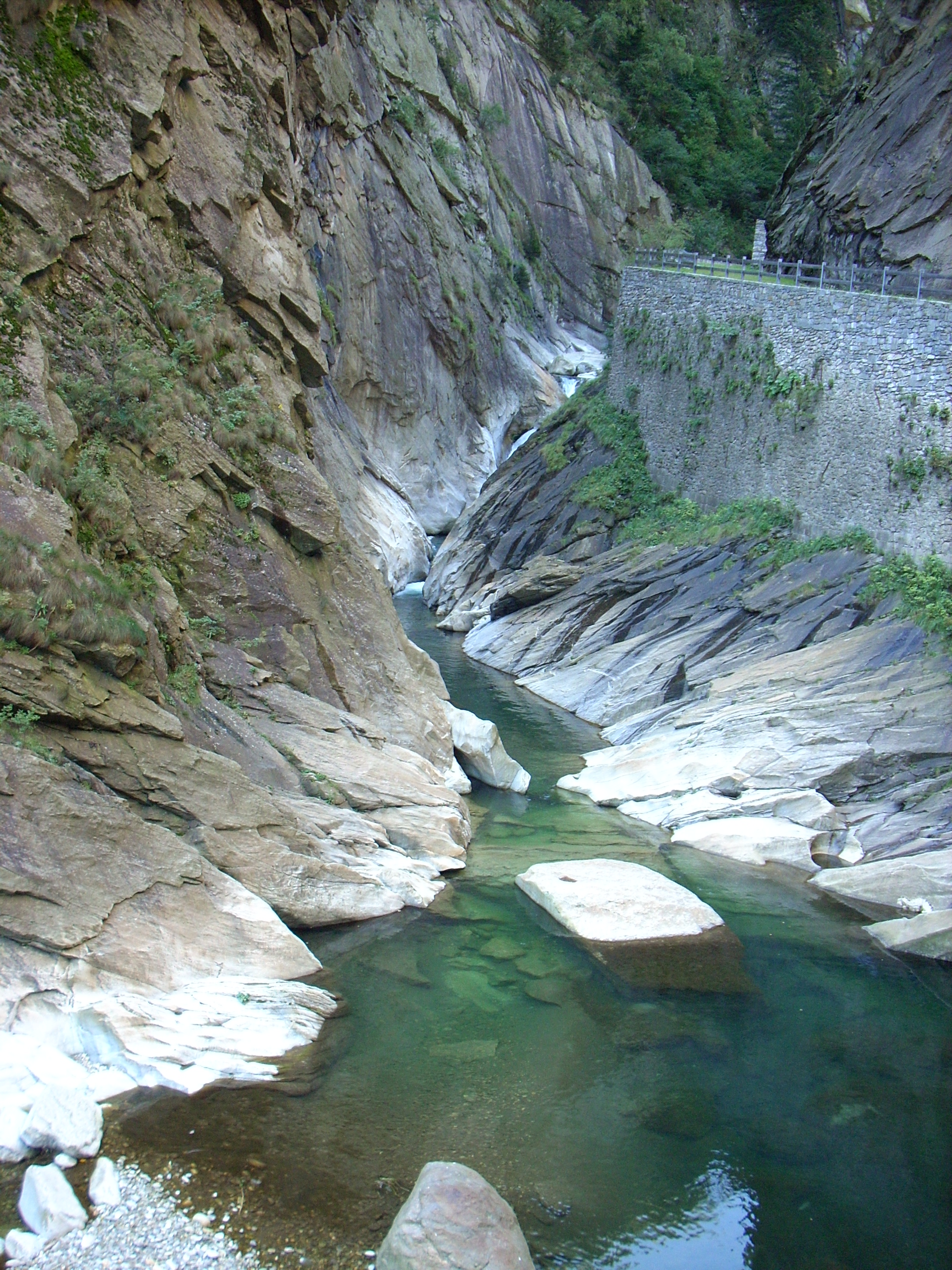
Piottinoschlucht
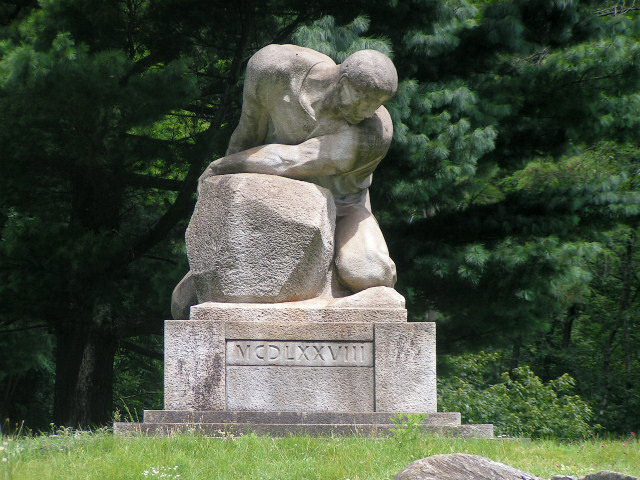
Giornico 1478
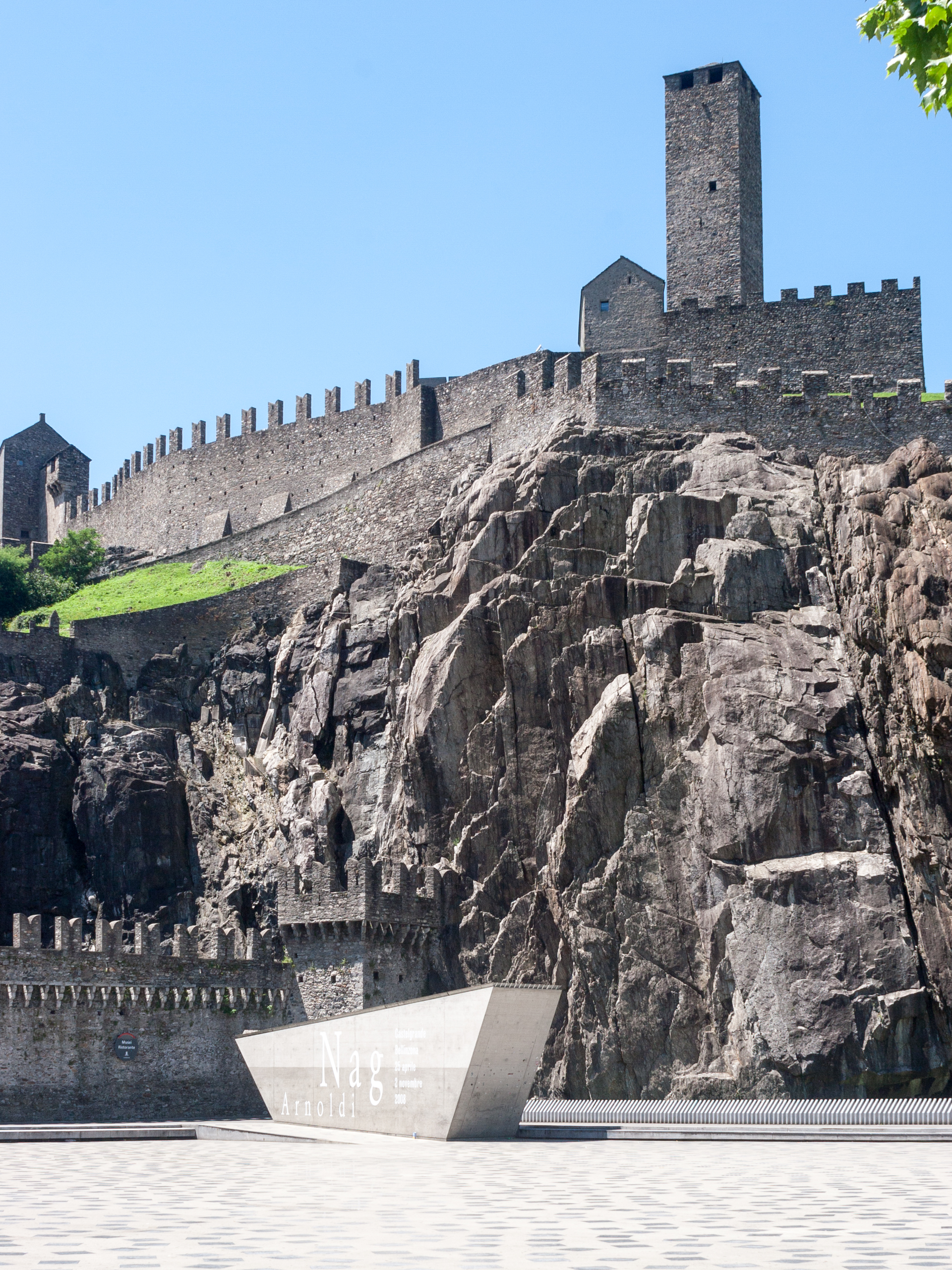
Castelgrande Bellinzona

- 7.16 Bellinzona–Tesserete ⊙, 20 km, 950 m Aufstieg, 7 Stunden: Durchs Isonetal geht es hinauf nach Gola di Lago und hinunter am Kapuzinerkloster Bigorio vorbei in die Region Capriasca, während der Sopra- zum Sottoceneri wechselt.

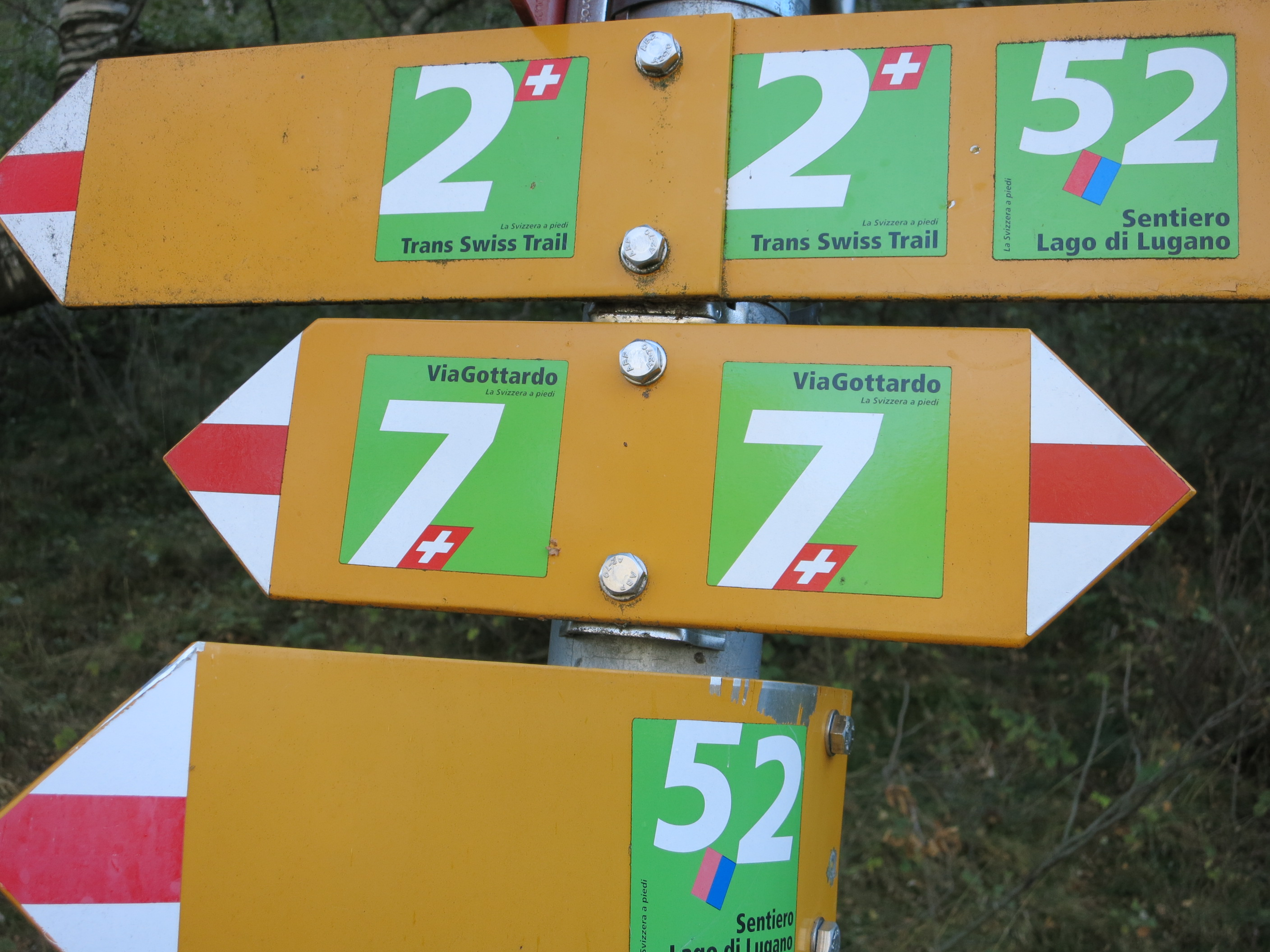
Via Gottardo bei Gola di Lago

- 7.17 Tesserete–Lugano ⊙, 5 km, 1 1⁄2 Stunden: Der Weg führt über den Hügel San Bernardo, auf dem sich der mittelalterliche Turm der Wüstung Redde und weiter südlich der Aussichtspunkt Oratorium San Bernardo befinden. In der Pfarrkirche San Ambrogio in Ponte Capriasca befindet sich eine der besten Kopien des «Letzten Abendmahls» von Leonardo da Vinci.

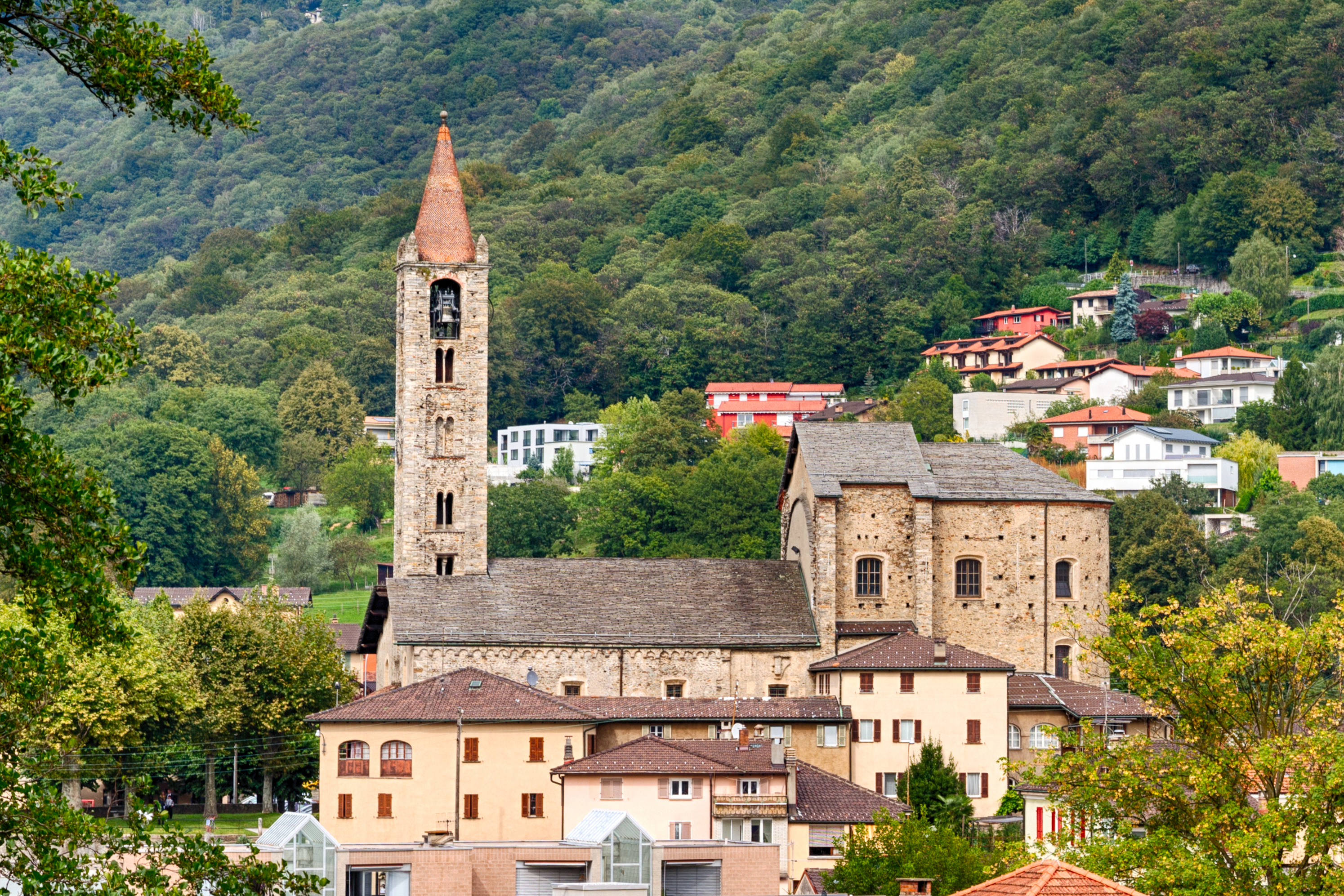
Tesserete
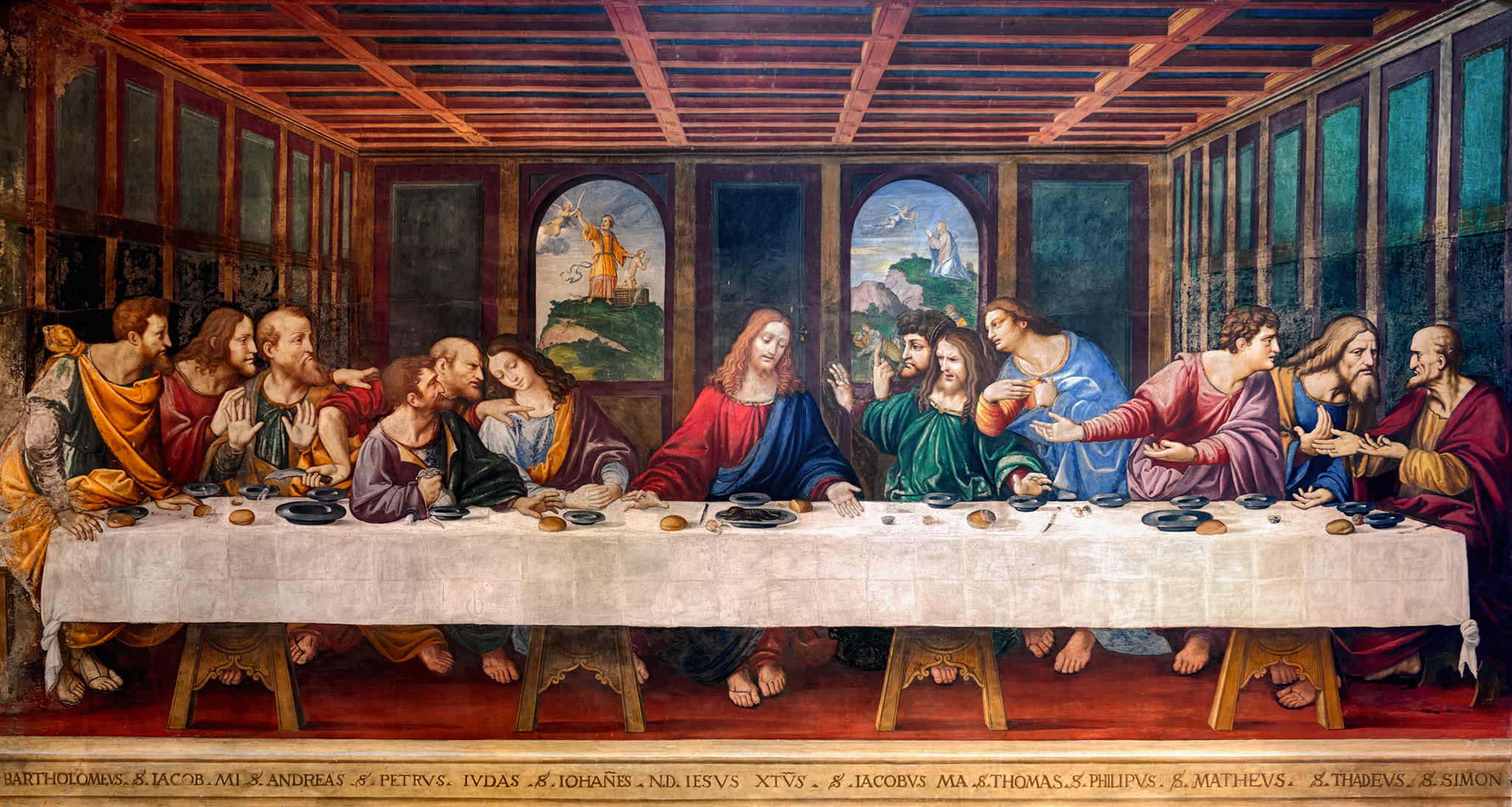
Ponte Capriasca: Abendmahl
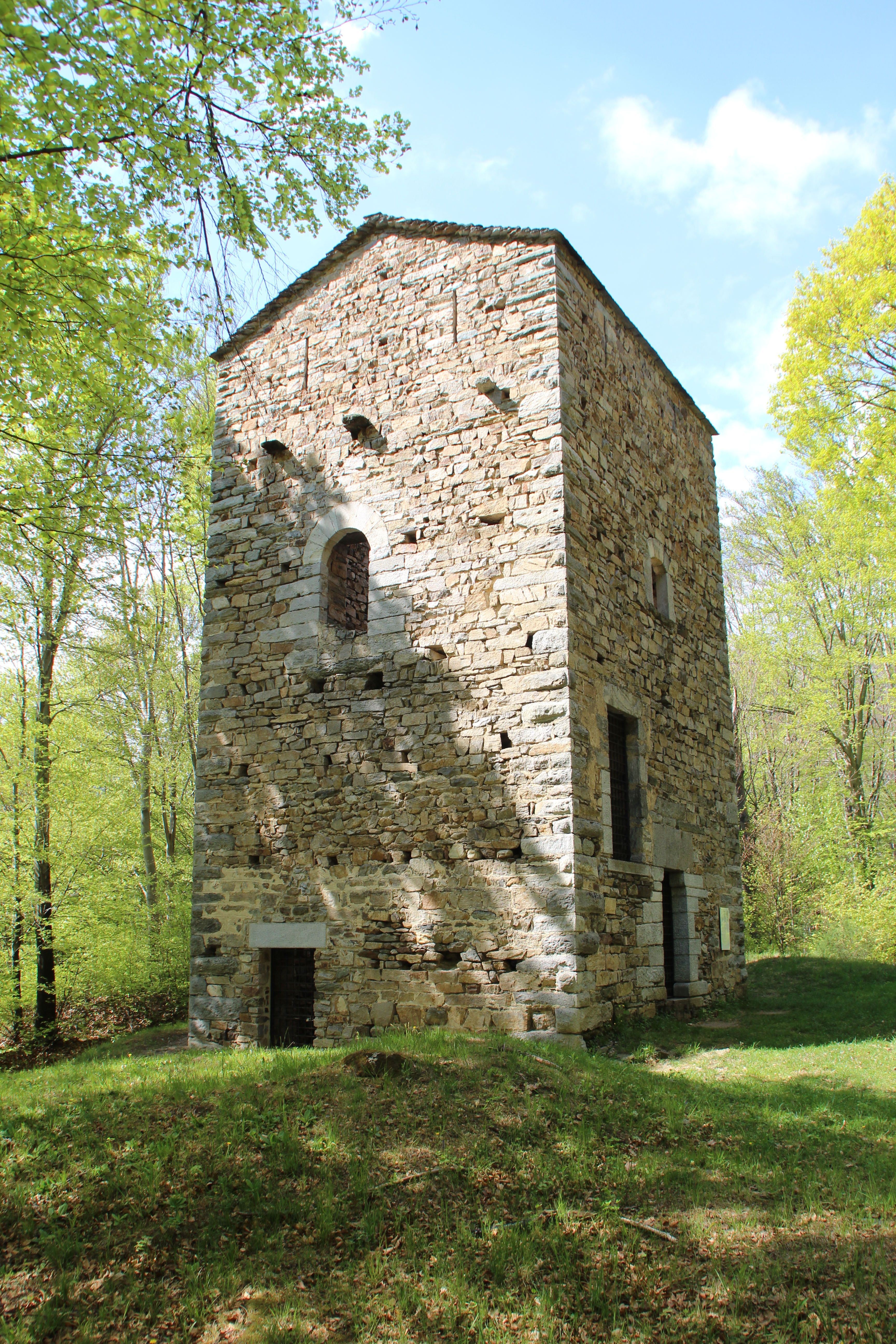
Torre di Redde
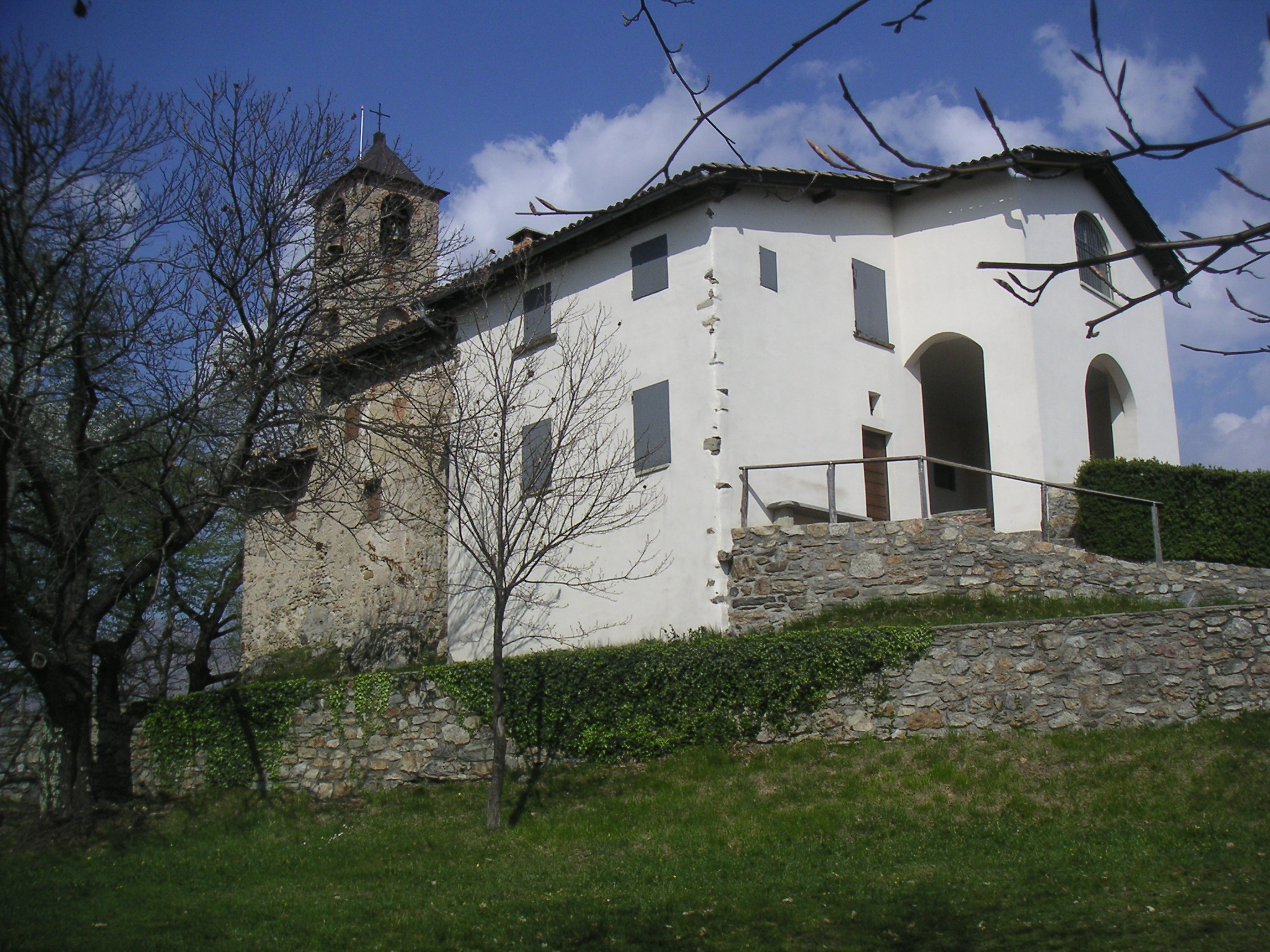
Oratorium San Bernardo

- 7.18 Lugano–Morcote ⊙, 12 km, 800 m Aufstieg, 5 Stunden: Nach dem Aufstieg zum Monte San Salvatore führt der Weg nach Morcote hinunter.
- 7.19 Morcote–Mendrisio ⊙, 14 km, 680 m Aufstieg, 4 Stunden: Das UNESCO-Welterbe Monte San Giorgio ist ein 300 Millionen alter Fossilienberg. Über Meride und Tremona gelangt geht es nach Mendrisio.
- 7.20 Mendrisio–Chiasso ⊙⊙, 13 km, 700 m Aufstieg, 4 Stunden: Der Weg endet im kleinsten Geopark der Schweiz, dem Parco delle Gole della Breggia in Morbio Inferiore oberhalb Chiasso.

## Regionale Route Bargen–Küssnacht am Rigi
Eine Zeit lang gab es die regionale Wanderlandroute Nr. 77 als alternativen Zugang, welche in sieben Tagesetappen von Bargen im Norden nach Küssnacht im Süden führte:
- 1. Bargen–Schaffhausen ⊙
- 2. Schaffhausen–Rheinau ⊙
- 3. Rheinau–Eglisau ⊙
- 4. Eglisau–Kloten ⊙
- 5. Kloten–Zürich ⊙
- 6. Zürich–Zug ⊙
- 7. Zug–Küssnacht ⊙ ⊙

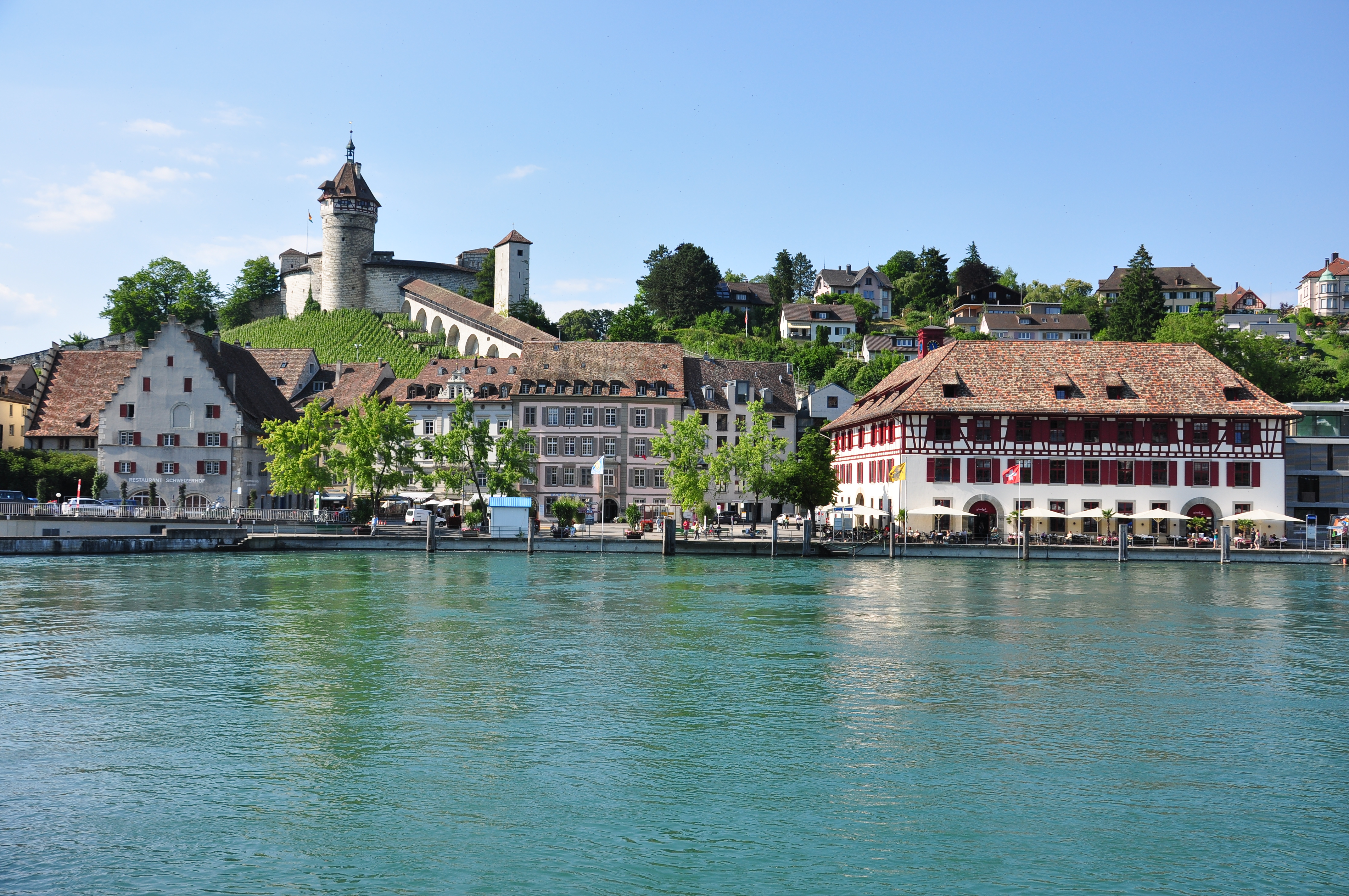
Schifflände am Rhein, Schaffhausen
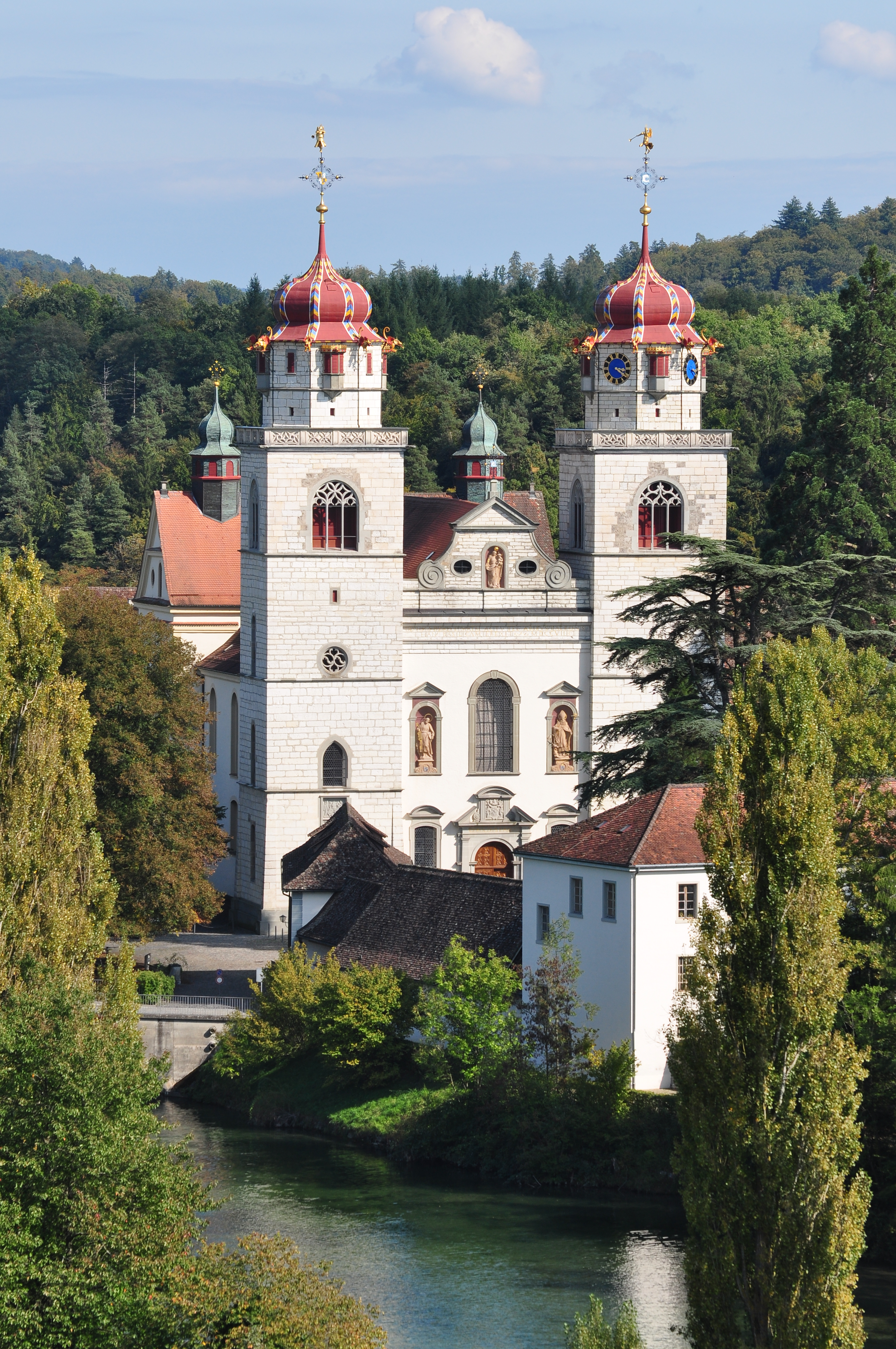
Kloster Rheinau
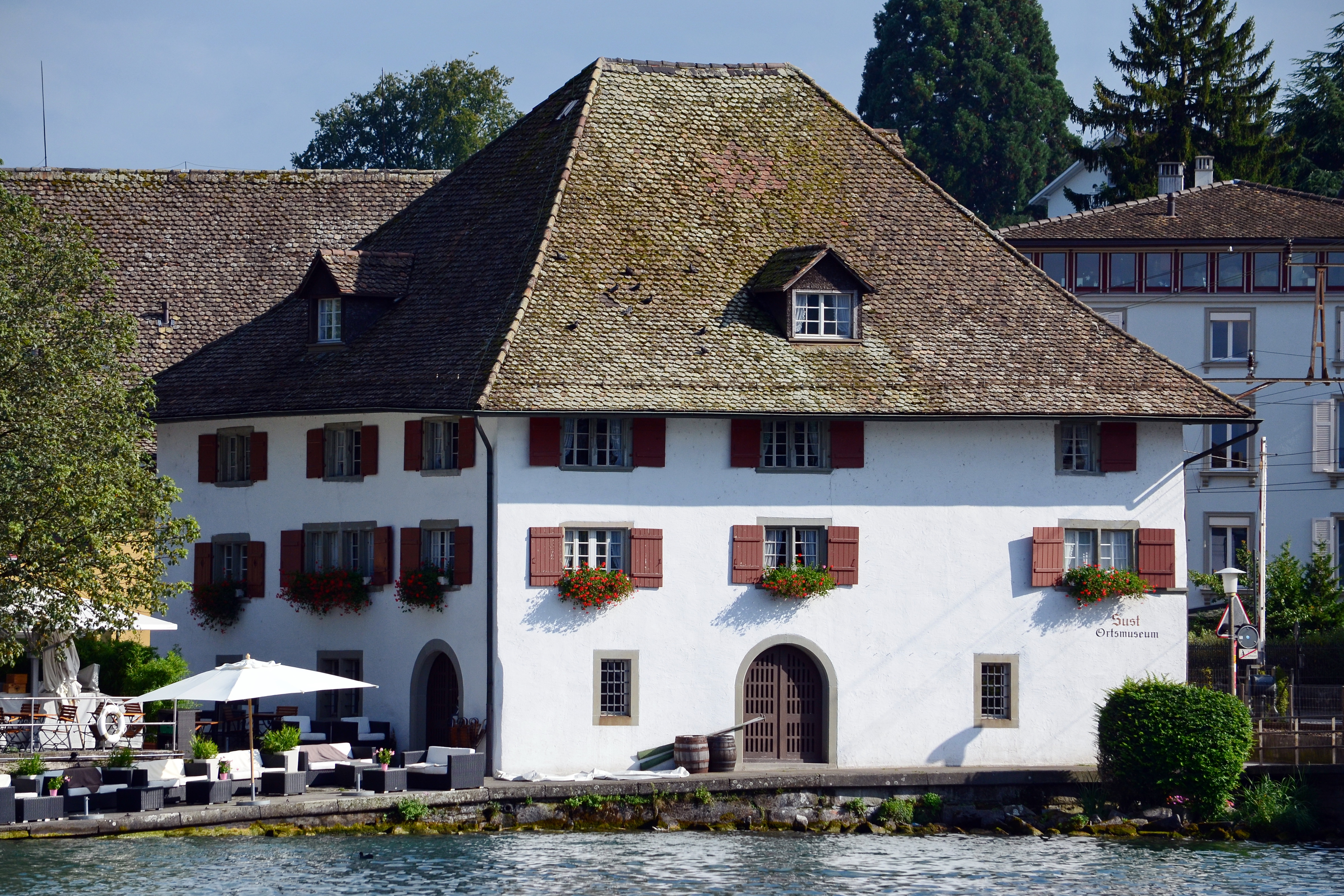
Sust Horgen, Zürichsee
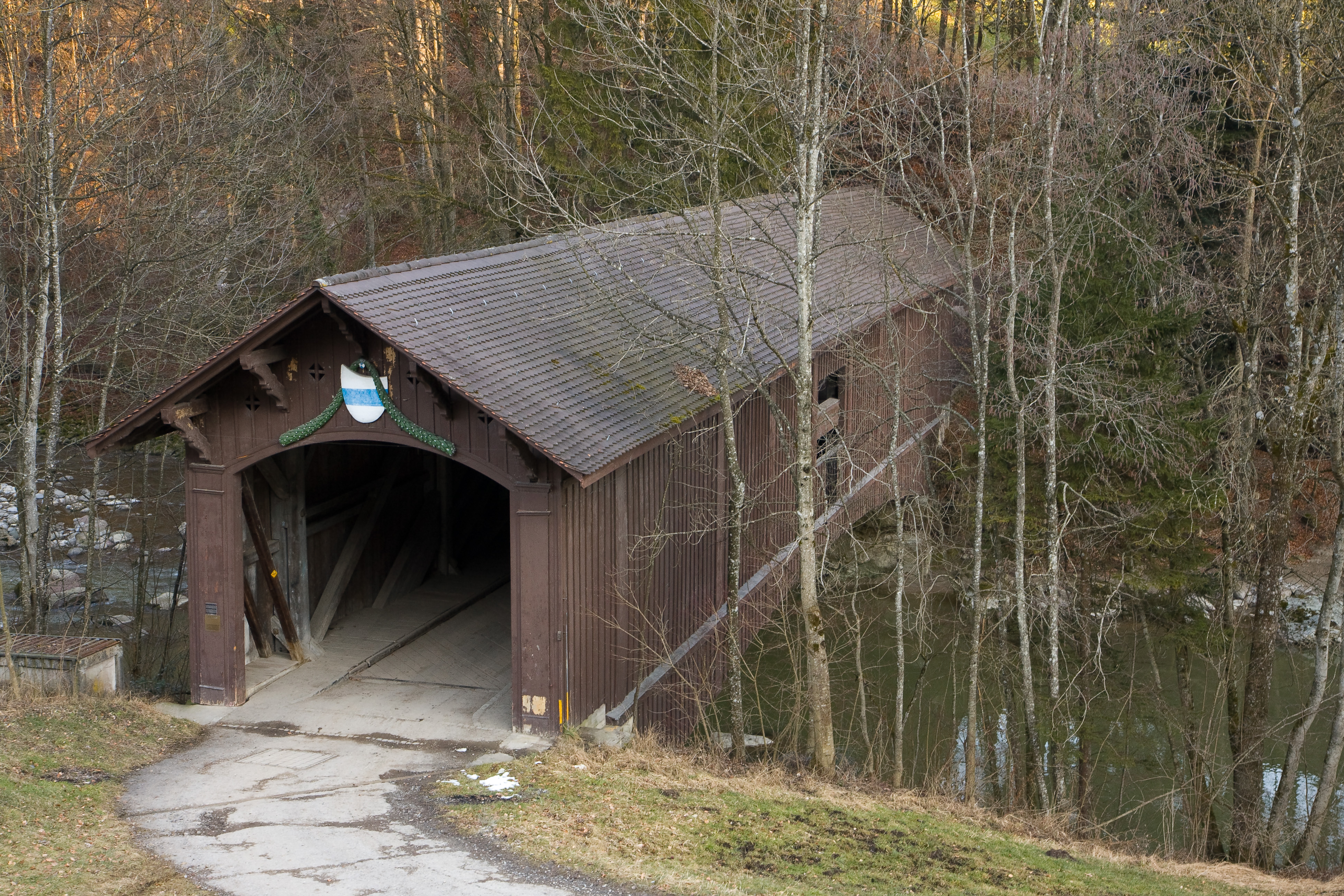
Babenwaagbrücke, Sihlbrugg

Diese Route endet am nördlichen Ufer des Vierwaldstättersees in Küssnacht am Rigi. Auf der südlichen Seite des Sees ist die Fortsetzung der Wanderung auf der Via Gottardo möglich.

## Kulturweg ViaStoria und historische Verkehrswege
ViaStoria erforscht und informiert über die Kulturwege. Die historischen Verkehrswege werden mit dem Inventar historischer Verkehrswege der Schweiz (IVS) geschützt, um sie für nachkommende Generationen zu erhalten.
Von Altdorf bis Airolo teilt die Via Gottardo den Weg mit der Via Suworow. Verschiedene Gedenktafeln erinnern an den legendären Alpenmarsch (Russendenkmal von 1898 in der Schöllenen, Reiterstandbild von 1999 auf der Gotthardpasshöhe, Suworowstein in der Tremola).